# Afonso Henriques
Afonso Henriques (c. 1106, 1109 ou 1111 – 6 de dezembro de 1185), cognominado "o Conquistador", "Rei Fundador", e "o Magno" foi o primeiro rei de Portugal. Passa a intitular-se "Rei dos Portugueses" a partir de 1139 e reinou de jure a partir de 5 de outubro de 1143, após a conferência de Samora, até à sua morte. O seu papel de soberano é outorgado com a bula pontifícia Manifestis Probatum de 23 de maio de 1179. Anteriormente foi Conde de Portucale, de 1112 até à sua independência do Reino de Leão. Era filho de D. Henrique, Conde de Portucale e sua esposa D. Teresa de Leão, que, à morte do conde D. Henrique, "ascende rapidamente ao governo do condado, o que confirma o carácter hereditário que o mesmo possuía".
Após a morte do pai em 1112, D. Afonso tomou uma posição política oposta à de sua mãe, que se aliara ao nobre galego Fernão Peres de Trava. Pretendendo assegurar o domínio do condado armou-se cavaleiro e após vencer a sua mãe na batalha de São Mamede, em 1128, assumiu o governo. Concentrou então os esforços em obter o reconhecimento como reino. Em 1139, depois da vitória na batalha de Ourique contra um contingente mouro, Afonso Henriques proclamou-se a partir de 1140 Rei dos Portugueses, depois de aclamado pelos seus seguidores, sendo reconhecido como rei pelo Reino de Leão na conferência de Samora. A independência portuguesa foi outorgada em 1179 pelo papa Alexandre III, através da bula Manifestis Probatum e atribuído o título de rex (rei).
Com o apoio de cruzados do norte da Europa conquistou Lisboa em 1147. Com a pacificação interna prosseguiu as conquistas aos mouros, empurrando as fronteiras para sul, desde Leiria ao Alentejo, mais que duplicando o território que herdara. Os muçulmanos chamaram-lhe ibne Arrique ("filho de Henrique", tradução literal do patronímico Henriques) ou Bortucali ("o Português").

## Vida

### Primeiros anos
Afonso Henriques era filho de Henrique de Borgonha que era neto do rei Roberto II de França e de Teresa, infanta de Leão, filha ilegítima do rei Afonso VI de Leão, a quem este doara o condado de Portucale pelo casamento. A data e local do seu nascimento mantém-se uma incógnita até hoje.
Nos dias de hoje, a data que reúne maior consenso aponta para o verão de 1109. Alguns autores defendem Viseu como local de nascimento de Afonso Henriques, dado a mãe estar documentada nessa povoação por volta desse ano, e ainda a probabilidade de ter nascido em Agosto enquanto outros autores, baseando-se em documentos que remontam ao século XIII referem a data de 25 de julho do mesmo ano. No entanto, já foram defendidas outras datas e locais para o nascimento do primeiro rei de Portugal, como o ano de 1106 ou de 1111 (hipótese avançada por Alexandre Herculano após a sua leitura da Crónica dos Godos).[carece de fontes?] Tradicionalmente, acredita-se que terá nascido e sido criado em Guimarães, onde viveu até 1128. Outros autores, ainda, referem Coimbra como local provável para o seu nascimento. O local de batismo também se encontra em discussão: tradicionalmente o local é apontado como sendo na Igreja de São Miguel do Castelo, em Guimarães, no entanto há dúvidas por causa da datação da consagração da Igreja, feita em 1239. Há quem defenda a Sé de Braga como o local onde foi batizado pelo Arcebispo São Geraldo.

### A educação do infante
Afonso foi entregue pelos pais, como prova de confiança, a um nobre do condado portucalense, cujo nome era Egas Moniz IV de Ribadouro. 
Egas Moniz acolheu Afonso nas suas quintas de Cresconhe e Britiande, recebendo, por esta tarefa, o epíteto O Aio. Existe mesmo especulação sobre a possibilidade de ter sido na verdade filho deste seu aio.
O infante ia crescendo em idade e boa índole por educação de Egas Moniz. O nobiliário medieval do conde Dom Pedro, quando se refere a Lourenço, filho primogénito de Egas, não deixa de mencionar que este Lourenço Viegas foi o que amou muito el-rei D. Afonso, primeiro rei de Portugal, não o chamava senão irmão, porque o criara seu pai Egas Moniz, destacando a intimidade e afeto que gozou da parte de Afonso Henriques. A criação de Afonso Henriques foi também motivo provável para que Afonso, filho segundo do Aio, que cresceu também com o infante e sendo provavelmente mais novo que ele, ficasse precisamente conhecido como O Moço para o distinguir de Afonso Henriques.

### Contexto político do Condado Portucalense, 1112-1127

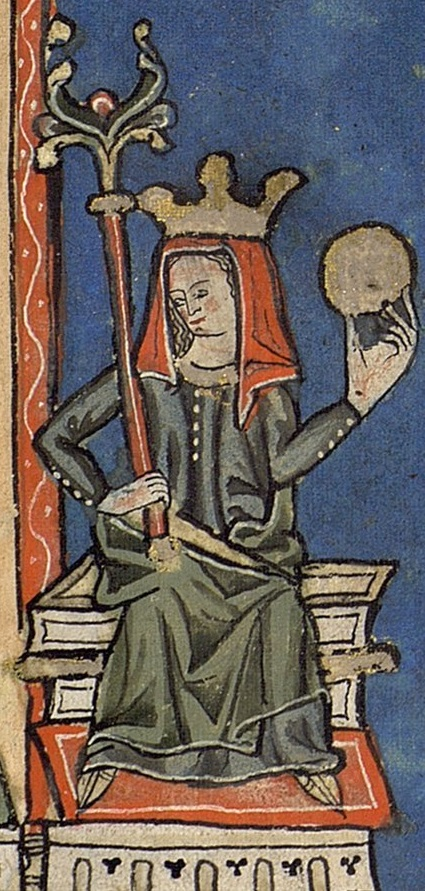
Teresa de Leão, mãe de Afonso Henriques, condessa-rainha de Portugal, representada num manuscrito do mosteiro galego de Toxosoutos.

Afonso ficou órfão de pai em 1112, pois o conde D. Henrique morreu em Astorga, a 12 de maio desse ano. 
D. Teresa, como o filho era menor de idade, assume a regência do Condado Portucalense. Ela ambicionava também o reconhecimento do estatuto de legítima herdeira de seu pai, Afonso VI de Leão (como aliás a sua irmã Urraca de Leão). Para isso revoltou-se várias vezes contra a sua irmã Urraca e empreendeu grandes conquistas a leste, chegando a intitular-se Rainha de Portugal, por direito próprio, a partir de 1116 (assim reconhecida pelo Papa Pascoal II). Ela assinava como Ego regina Taresia de Portugal regis Ildefonssis filia.
Por morte de Urraca de Leão em 1126, sucede-lhe no trono Afonso VII, que adopta o título de imperador de toda a Hispânia do avô. Este exige a vassalagem do Condado Portucalense, que há muito demonstrava tendências autonomistas.
No Condado, a entrada de dois irmãos da mais alta nobreza galega, Bermudo Peres de Trava e Fernão Peres de Trava, viria a perturbar a já frágil estabilidade que Teresa tinha conseguido promover. 
Pedro Froilaz de Trava (pai de Bermudo e de Fernão) e Diego Gelmires, Arcebispo de Santiago tinham muita influência sobre D. Teresa. A família Trava conseguiu afastar o aio de Afonso Henriques dos seus cargos governativos, em importantes cidades como Coimbra e Lamego, que são entregues aos galegos.

### As primeiras incitações à revolta, 1120-1128
Egas Moniz resiste ao poder galego no Condado Portucalense, até porque D. Teresa permite que  Fernão Peres de Trava surja, em documentação oficial, ao lado da rainha.
Esta submissão dos interesses de Portucale à Galiza, mobiliza a nobreza local contra D. Teresa, que coloca as esperanças autonómicas em D. Afonso Henriques, que está sob a alçada de Egas Moniz.

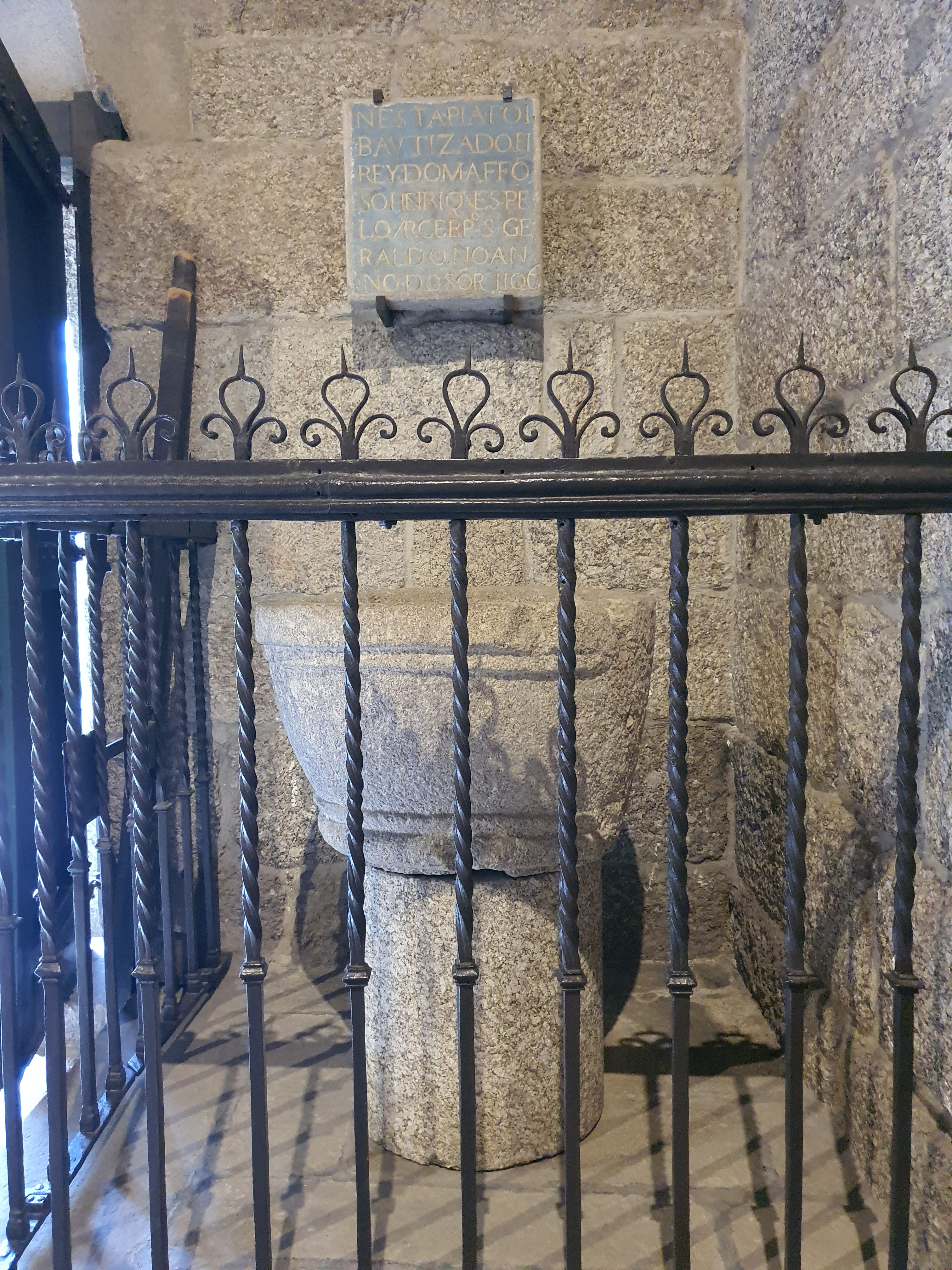
Pia baptismal na Igreja de São Miguel do Castelo, em Guimarães, na qual consta ter sido baptizado Afonso Henriques.

D. Afonso Henriques está a par dos problemas que a corte condal enfrentava e passa a defender a sua herança, ameaçada pelos irmãos Trava.
Por volta de 1120, com cerca de onze anos, D. Afonso Henriques abandonou os paços do seu Aio para se juntar à corte, onde confirma documentação com a mãe até 1127, em posição superior a Fernão Peres de Trava.[carece de fontes?]
Com a influência acrescida do arcebispo de Braga Paio Mendes, D. Afonso Henriques tomou uma posição política oposta à de sua mãe, cada vez mais influenciada pelos Travas, que pretendiam tomar a soberania do espaço galaico-português. 
O arcebispo, forçado a sair do Condado, levou consigo o infante. No dia de Pentecostes de 1125 armou-se cavaleiro na Catedral de Zamora.
D. Afonso Henriques rebela-se contra a mãe a partir dos inícios de dezembro de 1127, na carta de couto à ermida de S. Vicente de Fragoso.
Em maio de 1128, Egas Moniz volta a apoiar iniciativas de D. Afonso Henriques, tais como o foral a Constantim de Panoias, e talvez a doação de Dornelas à Ordem do Hospital. Entretanto, o infante pode ter protagonizado reconciliações fingidas com a mãe.
Este acto constituía simbolicamente o seu primeiro gesto de emancipação e de oposição aos ricos-homens que apoiavam a causa de D. Teresa, subordinada à política do bispo Gelmirez de Santiago e dos poderosos Travas.

## A Batalha de São Mamede, 1128

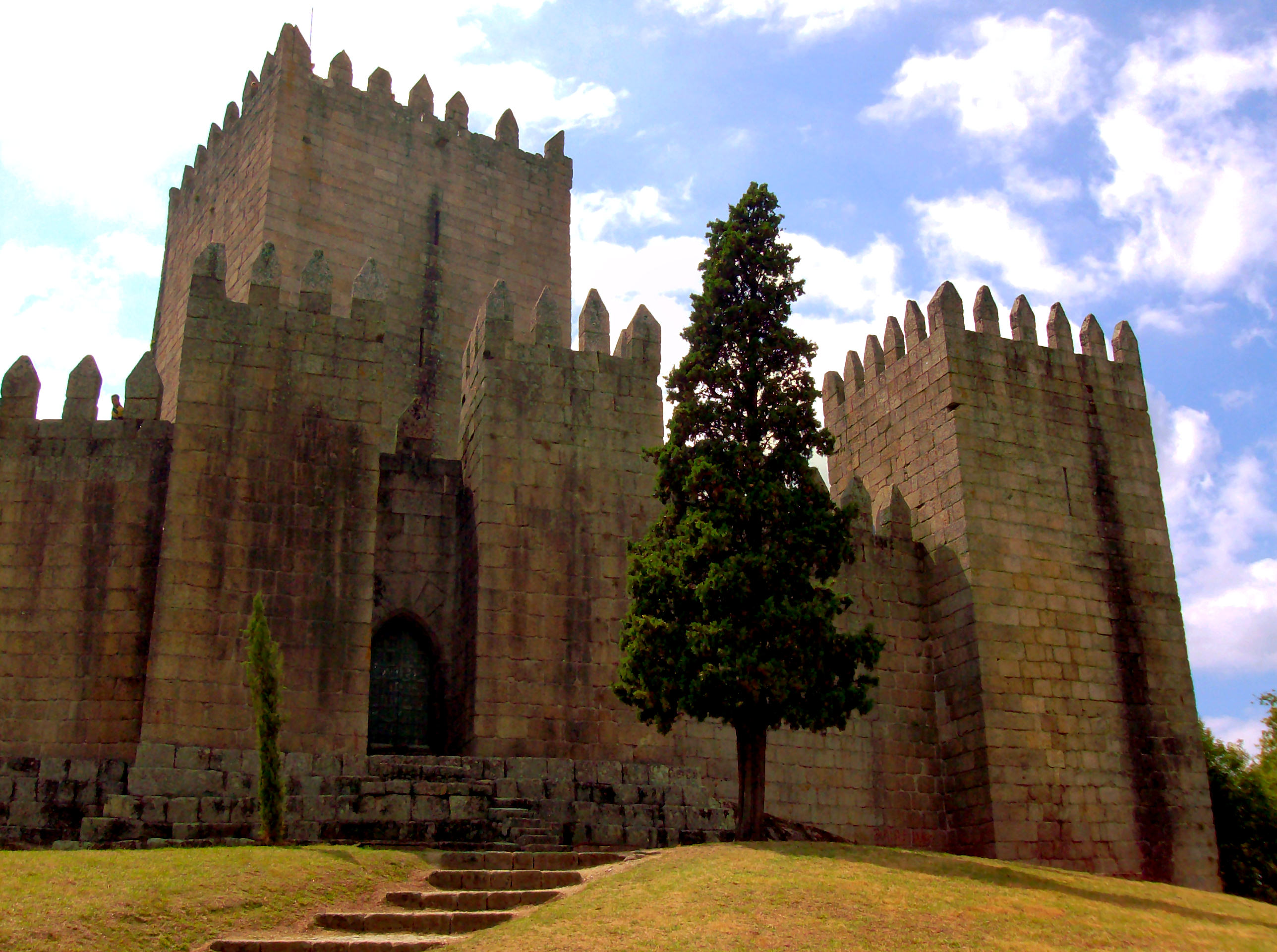
Castelo de Guimarães.

Entretanto, novos incidentes provocaram a invasão do Condado Portucalense por Afonso VII de Leão que, em setembro de 1127, cercou Guimarães, onde se encontrava Afonso Henriques, por este se recusar a prestar-lhe homenagem aquando da coroação. Prometida a lealdade do infante pelo seu aio Egas Moniz, Afonso VII desistiu de conquistar a cidade.
A mais flagrante das investidas contra a suserania leonesa dá-se em março (ou inícios de abril) de 1128, forçada pela vinda a Portugal do Imperador Afonso VII em pessoa. Este havia preparado a sua viagem pré-nupcial a Barcelona por mar, para se casar, e desejara uma solução pacífica para o conflito português. Partiu, assim, para o seu destino, do qual não regressaria antes de novembro de 1128, uma vez que entre Barcelona e Leão-Castela se encontrava Aragão, governado pelo padrasto e um dos seus maiores adversários, Afonso O Batalhador.
Os rebeldes aproveitam a ocasião: em maio, estão com o infante e o seu aio em rebeldia definitiva contra a rainha Teresa e os galegos. Egas terá mesmo levantado gentes de armas nos seus próprios domínios, com as quais interviria na batalha, que se trava junto ao Castelo de Guimarães, o foco dos revoltosos, no dia de S. João de 1128, batalha que ficaria conhecida como a célebre Batalha de São Mamede. Algumas fontes referem que o infante teria sido batido, e ia fugindo dos campos quando encontra Egas Moniz à testa das suas gentes de armas: ambos vão sobre os “estrangeiros”, que dizem “indignos”, e “esmagam-nos”. Após a ação, Egas acompanha o infante, submetendo resistências a sul do Douro. Esta vitória consagrou a sua autoridade no território portucalense, levando-o a assumir o governo do condado.
A fidelidade de Egas Moniz nunca foi indiferente ao pupilo, que o terá largamente recompensado, fazendo-o senhor de vários domínios. Logo em 1128, quando Afonso Henriques confirma o foral dado a Guimarães pelos pais, Egas e, na verdade, todos os que apoiaram Afonso Henriques eram os burgueses que comigo suportaram o mal e o sacrifício em Guimarães, cujos privilégios incluíamː nunca dêem fossadeira das suas herdades e o seu haver onde quer que seja esteja a salvo e quem o tomar por mal pague-me 60 soldos e dê, além disso, o haver em dobro ao seu dono.
Com esta vitória criava-se uma dinâmica que iria conduzir inexorávelmente à independência de Portugal.

## O período condal, 1128-1143
...não usou, entre 1128 e 1139, o título de rei, mas de 'príncipe' ou 'infante', o que significa, decerto, que não podia resolver por si próprio a questão da sua categoria política; isto é, devia admitir que ela dependesse também do assentimento de Afonso VII, que era, de facto o herdeiro legítimo de Afonso VI.  Mas também não usou nunca o título de 'conde' que o colocaria numa nítida posição de dependência para com o rei de Leão.

### Incumprimentos vassálicos

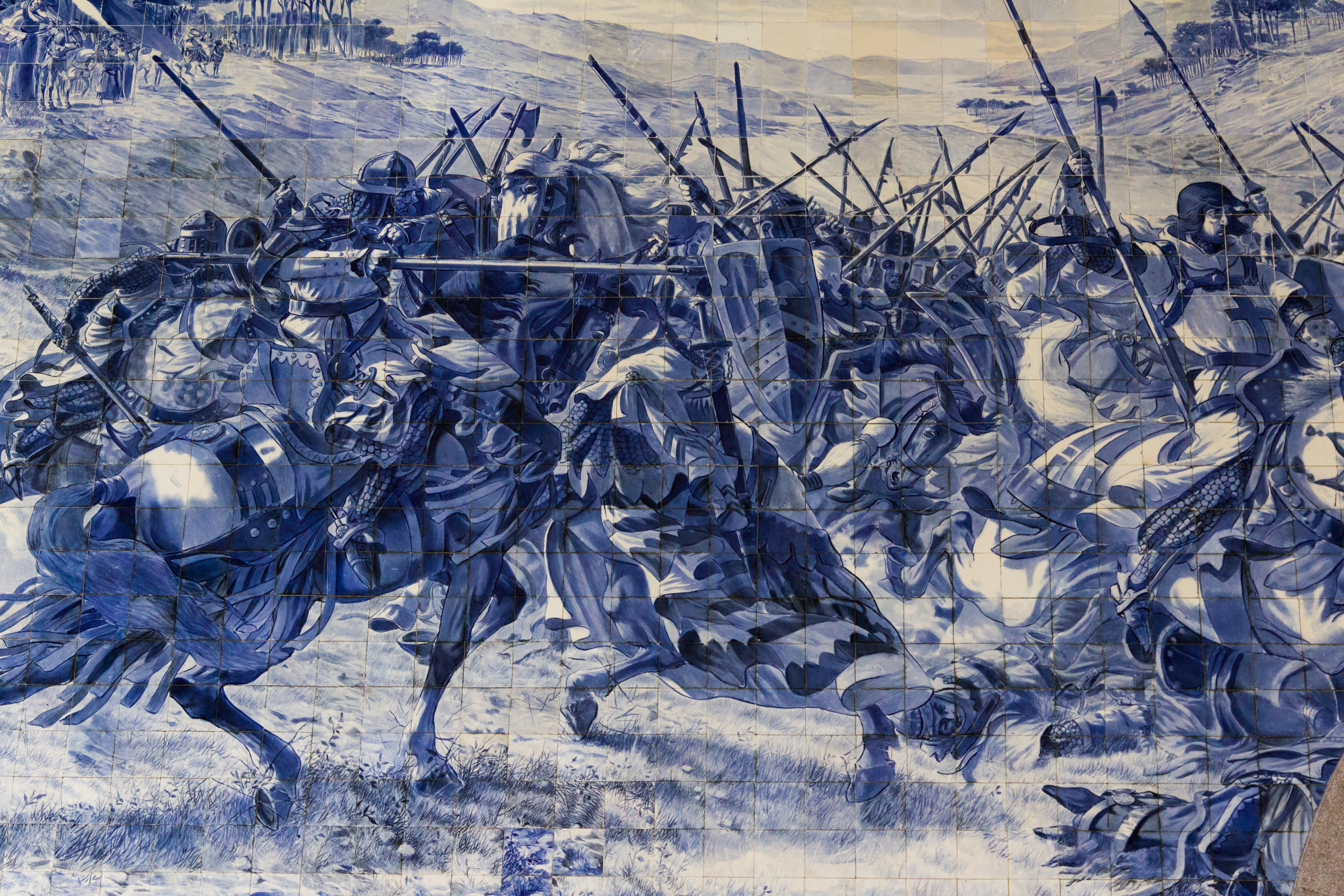
Azulejos representando o Torneio na Estação de São Bento, no Porto.

Apesar de lidar com Aragão, nada impediu Afonso VII de combater Portugal: protegendo-se de Aragão, mas pretendendo uma ofensiva na frente ocidental de guerra, trava a “batalha” de Arcos de Valdevez (ou da Veiga da Matança, nome que ainda perdura), provavelmente no final de 1140 ou no início de 1141. Afonso Henriques e Egas Moniz não conseguiram conter o avanço do Imperador e retiraram-se para Guimarães com a grande nobreza: os irmãos Gonçalo Mendes de Sousa e Soeiro Mendes de Sousa; Garcia, Gonçalo, Henrique e Oveco Cendones; Mem Moniz de Riba Douro e Ermígio Moniz de Riba Douro, irmãos de Egas; Egas Gosendes de Baião; o conde Afonso (provável sogro de Egas Moniz); os filhos mais velhos do Aio (Lourenço, Ermígio e Rodrigo Viegas), e outros, como Garcia Soares, Sancho Nunes, Nuno Guterres, Nuno Soares, Mem Fernandes, Paio Pinhões, Pero Gomes, Mem Pais, Romão Romanes, Paio Ramires, Mem Viegas, e Gueda Mendes.
A situação dos sitiados é precária, mas Egas deixa Afonso Henriques atuar com os seus nobres: os irmãos (Paio, Soeiro e Gonçalo Mendes da Maia); mais tarde seriam conduzidos também por Egas Moniz, que os terá levado com ele para uma negociação de paz com Afonso VII em troca da obediência do infante.
Mas contrariamente ao que se costuma relatar, Afonso Henriques nunca foi pressionado para cumprir a palavra dada ao Imperador; aliás essa promessa dos nobres é imediatamente quebrada em 1130 com uma série de invasões da Galiza, que Afonso VII não pôde conter dadas as querelas com o padrasto em Aragão.

### A corte conimbricense, 1131-1139

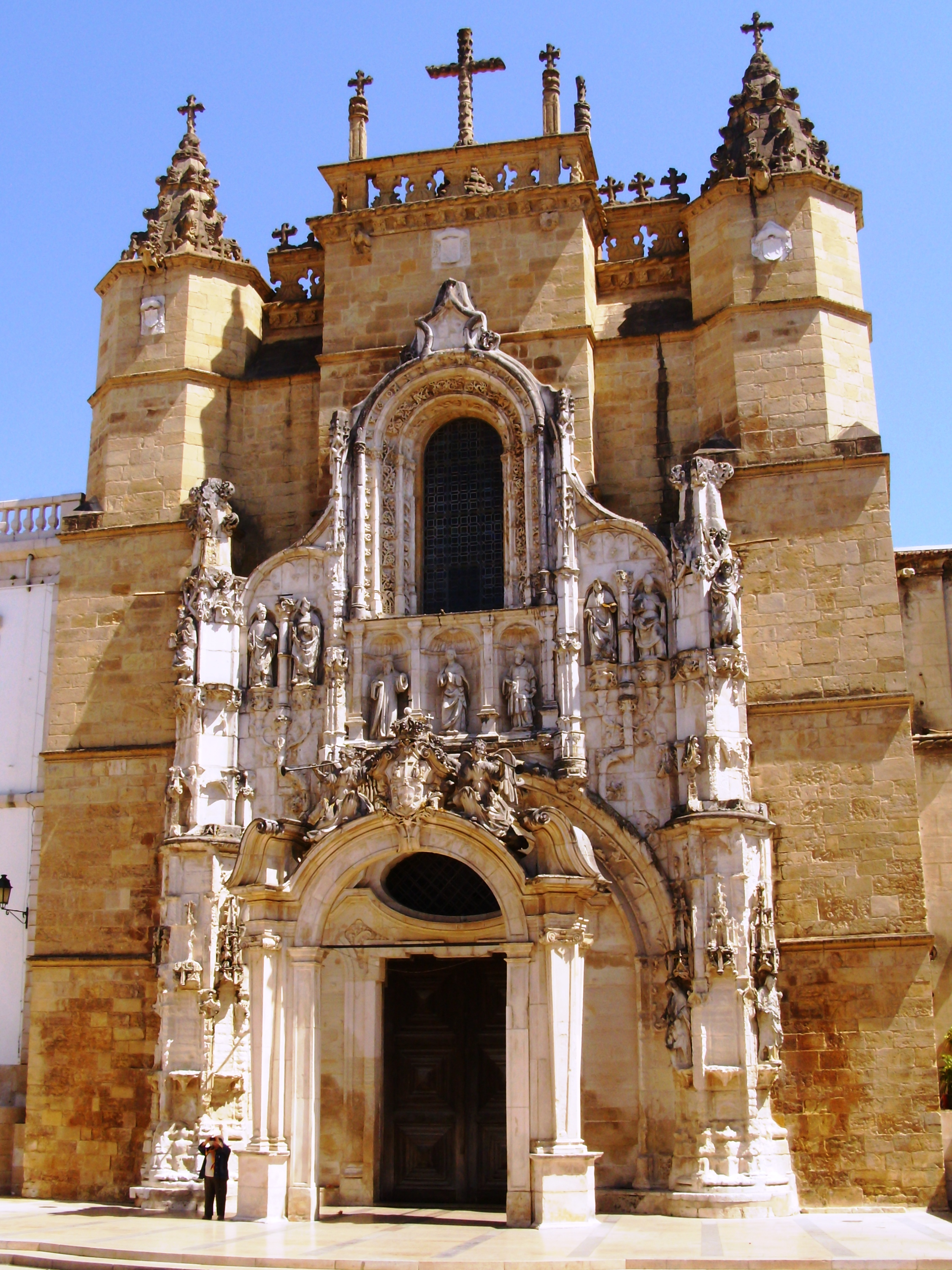
Fachada do Mosteiro de Santa Cruz de Coimbra.

Por forma a afastar-se da grande influência que os magnates portucalenses (sobretudo das cinco linhagens fundamentais, Sousa, Maia, Ribadouro, Baião e Bragança), no momento seus apoiantes, pudessem exercer sobre ele, Afonso protagoniza, em 1131, uma medida radicalː resolve afastar-se da esfera de influência destes nobres, mais intensa a norte do rio Douro, e estabelecer-se nas margens do rio Mondego, trasladando a corte condal de Guimarães para Coimbra. A escolha desta cidade parece ter-se devido a uma maior proximidade com a fronteira com o Islão, proximidade que o infante pretendia diminuir, pela conquista progressiva de território a sul desta cidade. O apoio que Afonso recebe, por esta mesma altura, de alguns aristocratas galegos mostra que o ambiente tenso que se fazia sentir antes de ascender ao poder não era totalmente anti-galego, apesar da luta que anos antes visava tão somente evitar a reintegração do Condado na Galiza. Outro importante braço militar, criado por esta mesma altura, constitui-se pelos célebres cavaleiros de Coimbra.
Estabelecendo Coimbra como a nova capital e simultaneamente como base militar, Afonso Henriques faria partir daí todas as suas expedições, quer a norte, quer a sul, expedições que se prolongariam durante grande parte do seu reinado, aproveitando, sobretudo a sul, o desmembramento do espaço político muçulmano registado nesse período.

#### A fundação do Mosteiro de Santa Cruz de Coimbra
Afonso Henriques, no mesmo ano da sua instalação em Coimbra, patrocinou a fundação do Mosteiro de Santa Cruz. Foi a esta instituição que Afonso veio a recrutar vários homens de pensamento necessários à governação, sendo um deles precisamente São Teotónio, um dos fundadores do mosteiro, assim como o célebre João Peculiar, que veio a ser Arcebispo de Braga a partir de 1138, depois de exercer funções episcopais no Porto, e que tentou marcar, como já o antecessor (Paio Mendes) fizera, uma "libertação" do clero bracarense da Arquidiocese de Santiago de Compostela.

### Política militar, 1128-1139

#### Batalha de Cerneja (1137)
Esta batalha terá sido consequência da desatenção de Afonso VII de Leão, que estava naquele momento em conflito com Navarra, permitiram a ocupação, por Afonso Henriques, das regiões galegas de Limia e Toronho, tendo sido esta batalha o culminar de uma série de invasões à Galiza. Foi também o último confronto entre Afonso Henriques e o galego Fernão Peres de Trava. Vitorioso, Afonso Henriques estabelece, no entanto, um tratado de paz com o seu primo, o Imperador, na qual fica estabelecido:[carece de fontes?] o infante devia fidelidade e amizade ao primo; deveria ainda respeitar os territórios de Afonso VII, de tal modo a que se algum dos vassalos portucalenses o tentasse invadir, o infante prometia auxílio na sua recuperação; se os filhos de Afonso VII quisessem a manutenção da paz, Afonso Henriques ficava assim vergado a essa mesma paz.

#### Batalha de Ourique (1139)

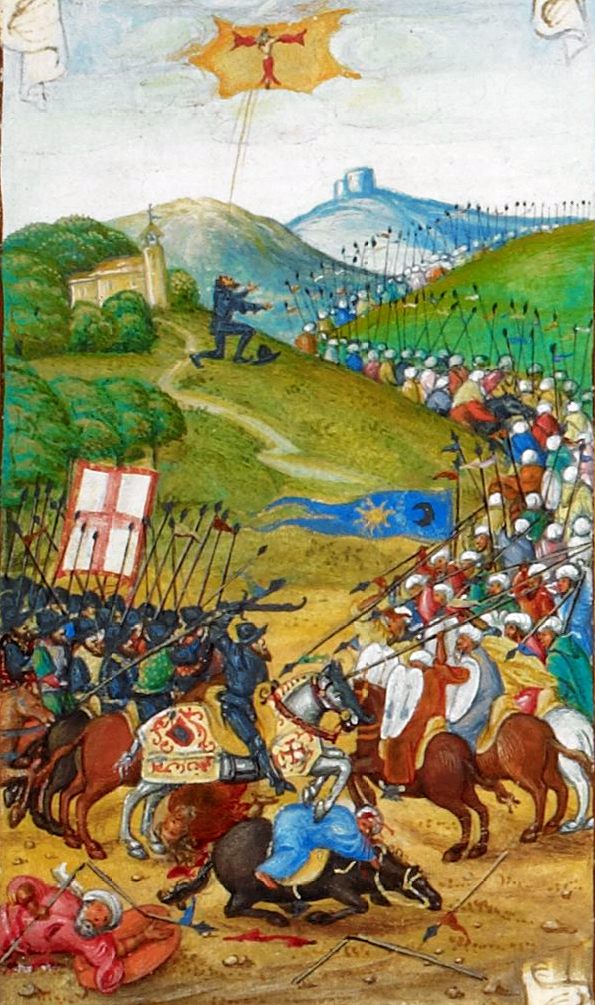
Representação da Batalha de Ourique na Genealogia dos Reis de Portugal.

A 25 de julho de 1139, Afonso Henriques travou contra os muçulmanos uma das mais decisivas batalhas, e obteve uma das suas mais emblemáticas vitóriasː a Batalha de Ourique, travada num local que ainda não é consensual. É provável que companheiros de infância do infante, como Lourenço Viegas de Ribadouro e o respetivo cunhado Gonçalo Mendes de Sousa, tenham participado na contenda. Estes dois magnates parecem ter lutado na retaguarda da batalha.
É muito provável que Afonso tenha também sido alçado pelos seus cavaleiros sobre o seu escudo, no qual poderiam já apresentar-se as armas reais afonsinas, isto é, carregado de cinco escudetes em cruz cobertos de carbúnculos simbolizadores do granizo do Arcanjo São Miguel.

## Ascensão à dignidade régiaː o reconhecimento do reino, 1140-1179
Afonso Henriques cedo adota uma postura de realeza, e consciente da importância das forças que ameaçavam o seu poder, Afonso concentrou os seus esforços em negociações junto da Santa Sé, com o Arcebispo de Braga, João Peculiar, como seu embaixador. Isto teria dois objetivos: alcançar a plena autonomia da Igreja portuguesa e obter o reconhecimento do Condado Portucalense como um Reino.
O primeiro documento autêntico onde Afonso aparece com o título de rei é de 10 de abril de 1140, na carta de couto de Santa Maria de Vilarinho quando se intitula com a fórmula “Ego egregius rex Alphonsus dei vero providentia totius provincie Portugalensium princeps gloriosissimi Yspanie imperatoris nepos consulis domni Henrici et Tarasie regine filius.
Portugal foi reconhecido como reino pelo Reino de Leão e Castela numa conferência em Samora entre 4 e 5 de outubro de 1143, conhecido, erroneamente, como "Tratado de Zamora", apesar de não haver nenhum documento contemporâneo à época que mencione qualquer tratado nessa conferência, e deve-se provavelmente ao desejo de Afonso VII em tomar o título de imperador de toda a Hispânia (imperador de toda a Península Ibérica) e, como tal, necessitar de reis vassalos. Apesar disso, o tratamento do Imperador ao primo parece mais igualitário, quando comparado ao Tratado de Tui, em que o então infante assumira uma posição mais submissa.
Em dezembro de 1143, Afonso Henriques iniciou o que viria a ser um longo processo. O monarca entregou ao cardeal Guido de Vico, legado papal, uma carta em latim, intitulada Chaves do Reino dos Céus, na qual prestava homenagem ao Papa e se declarava cavaleiro de São Pedro. Afonso acabava de ganhar mais um motivo para prosseguir com a conquista de territórioː provar-se valoroso e digno, aos olhos do Papa, de ser reconhecido como Rei de Portugal.

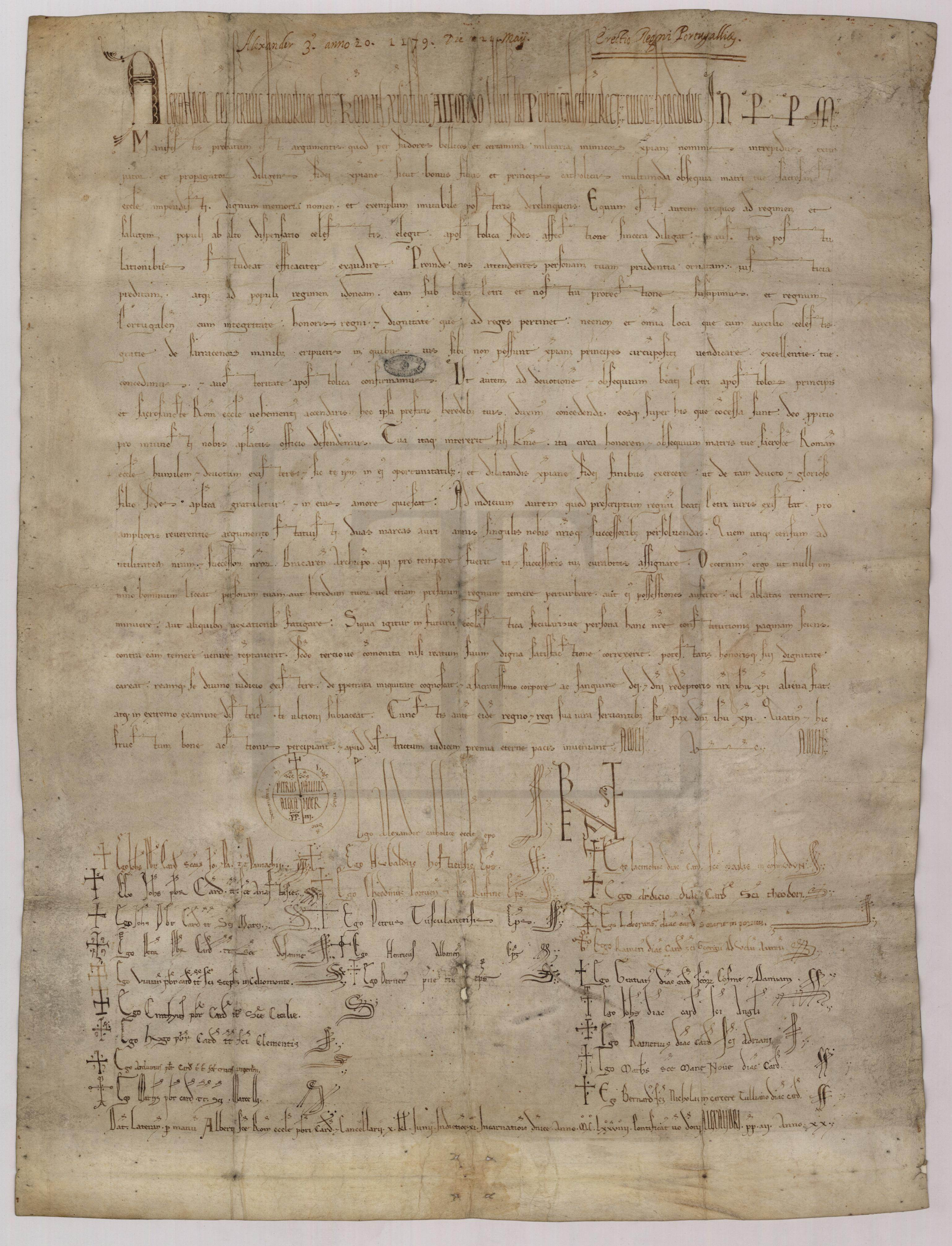
A Bula Manifestis Probatum, que concedeu o tão desejado reconhecimento papal do Reino de Portugal no ano de 1179.

Em 1179, a corte portuguesa recebeu a bula papal Manifestis Probatum, através da qual o Papa Alexandre III reconhecia, por fim, a independência de Portugal e Afonso Henriques como o seu primeiro rei, louvando a ferocidade com que o rei se batera em defesa da cristandade contra os inimigos da fé, descrevendo como intrépido destruidor dos inimigos dos cristãos, diligente propagador da fé, bom filho da Igreja e príncipe católico, exemplo digno de imitação para os vindouros. Reconhecendo o facto de Afonso Henriques prestar vassalagem direta à Santa Sé teria de pagar anualmente dois marcos de oiro a Nós e aos nossos sucessores. Cuidarás. por isso, de entregar tu e os teus sucessores, ao Arcebispo de Braga pro tempore, o censo que a Nós e a nossos sucessores pertence.

## Política militar, 1140-1169
Afonso procurou estender as suas conquistas a sul, conquistando Leiria definitivamente em 1145, dez anos depois do primeiro assédio, usando uma técnica de assalto; avança para o temível castelo de Santarém em 1146 (1147, conquista final), também utilizando a técnica de assalto; o Cerco de Lisboa, Almada e Palmela em 1147, Alcácer. Em 1160 leva a cabo diversas batalhas por todo o Alentejo, que posteriormente seria recuperado pelos mouros, pouco antes de Afonso morrer (em 1185).

#### Batalha de Santarém (1147)

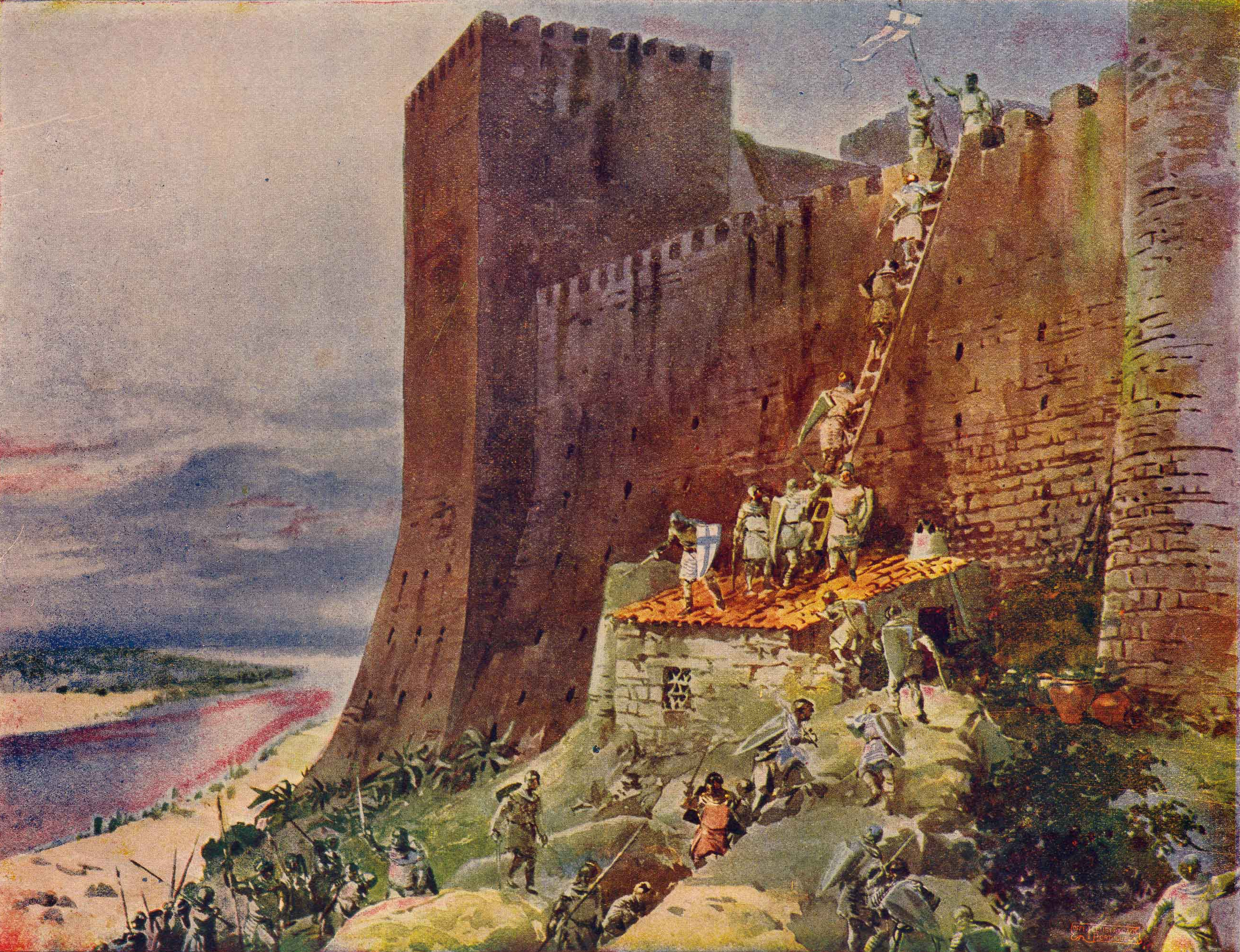
Representação da conquista de Santarém.

Segundo uma memória do Mosteiro de Santa Cruz de Coimbra, Afonso Henriques passeava nos campos do Arnado, perto de Coimbra, com os seus vassalos que lhe eram mais próximos: Gonçalo Mendes de Sousa, Pedro Pais da Maia e ele, Lourenço Viegas. A fonte conta que o rei terá revelado a estes o segredo das suas intenções de conquista da vila de Santarém. Esta proposta foi encorajada por eles, que o terão provavelmente acompanhado de perto na conquista da cidade.
Afonso terá partido de Coimbra com cerca de 250 dos seus melhores homens, e, na noite de 14 de março de 1147, com o auxílio de escadas, quarenta e cinco cavaleiros escalaram as paredes, mataram os sentinelas mouros e forçaram o seu caminho para o portão, permitindo que o principal exército português entre na cidade. Acordados pelos gritos dos sentinelas, os mouros ainda ofereceram uma forte resistência, mas acabaram por ser derrotados, e a cidade tomada, pondo assim fim às constantes invasões mouras de Coimbra e Leiria que resultavam da sua proximidade desta recém-conquistada cidade.

#### Batalha de Sacavém (1147)

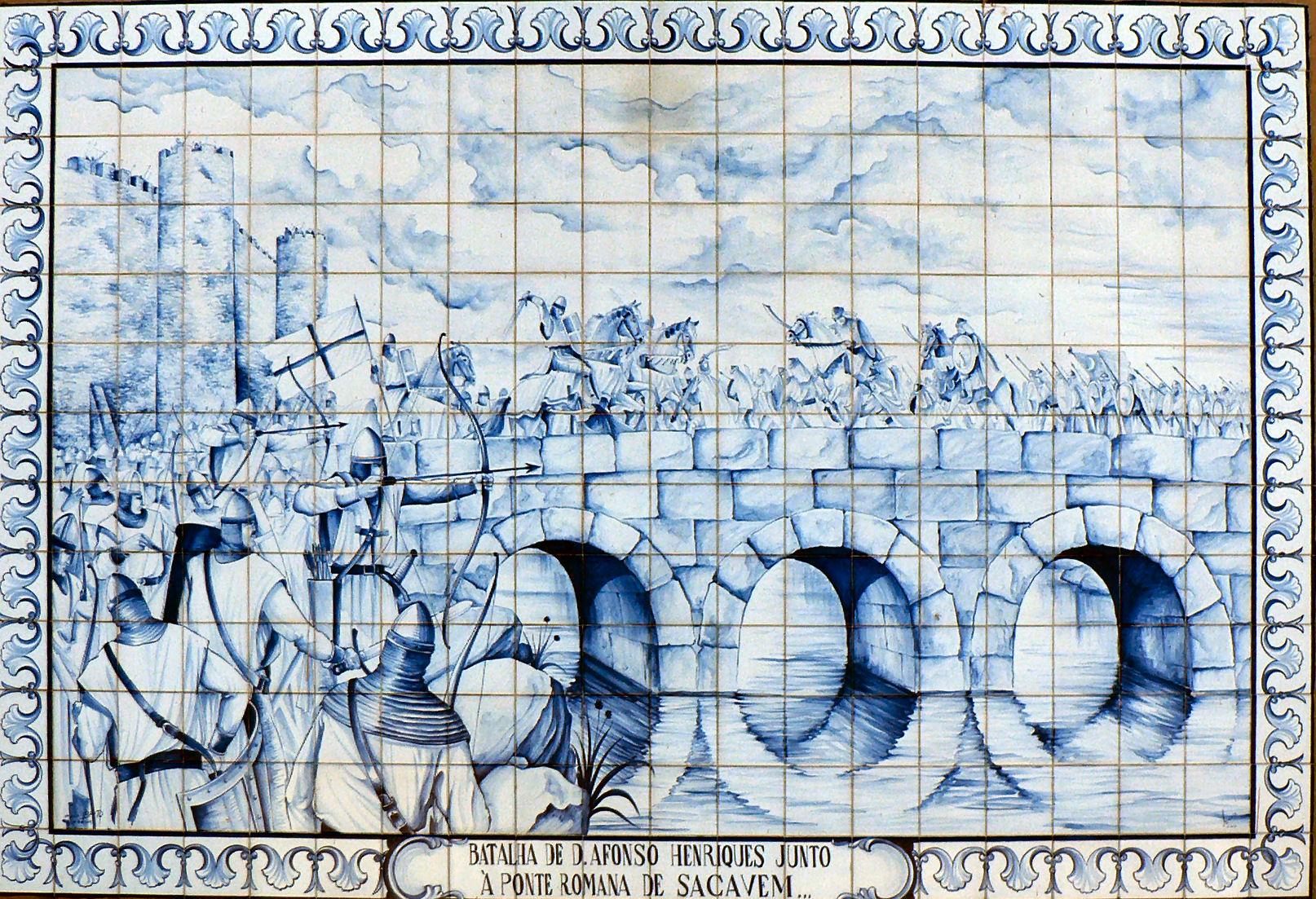
Representação da batalha de Sacavém, na ponte romana da vila.

Após a conquista de Santarém, Afonso Henriques preparou-se para tomar Lisboa e assim consolidar definitivamente a linha do Tejo.
Entretanto, espalhava-se pela Estremadura a notícia de que os cristãos já cercavam Lisboa, tornando-se imperativo ajudar à defender a todo o custo o derradeiro reduto muçulmano a norte do Tejo. Assim, nas proximidades de Sacavém, a norte deste rio, cerca de cinco mil muçulmanos oriundos não só da Estremadura (Alenquer, Lisboa e Sacavém), como também de Óbidos, Torres Vedras, Tomar e Torres Novas, sob o comando do uáli (alcaide muçulmano) de Sacavém, Bezai Zaide, todos prontos a dar luta e a desbaratar as forças de Afonso Henriques.
Afonso Henriques dispunha apenas de uma força de mil e quinhentos guerreiros, e foi nessas condições que se iniciou a batalha, na margem do rio de Sacavém, entre os actuais montes de Sintra e do Convento, junto à velha ponte romana, fortemente defendida pelos mouros.
Não obstante a significativa diferença numérica entre ambos os contendores, acabaram por vencer os cristãos; muito embora a maior parte destes últimos tenha perecido, conseguiram ainda assim matar três mil muçulmanos a fio de espada, tendo os restantes mouros afogado-se no rio ou sido feito prisioneiros.

#### Cerco de Lisboa (1147)
Após a queda de Edessa, em 1144, o papa Eugénio III convocou uma nova cruzada para 1145 e 1146, conhecida como Segunda Cruzada. O papa ainda autorizou a cruzada na Península Ibérica, autorizando Marselha, Pisa, Génova e outras grandes cidades mediterrânicas a participar na guerra da Reconquista.
A 19 de maio os primeiros contingentes de cruzados zarparam de Dartmouth (Inglaterra) constituídos por flamengos, normandos, ingleses, escoceses e alguns cruzados germanos, perfazendo cerca 164 navios (valor provavelmente aumentado progressivamente até à chegada a Portugal). A frota, dirigida por Arnold III de Aerschot, Christian de Ghistelles, Henry Glanville (condestável de Suffolk), Simon de Dover, Andrew de Londres, e Saher de Archelle, chegou ao Porto a 16 de junho.
| “ | Ora como tivéssemos chegado ao Porto, o bispo com seus clérigos veio ao nosso encontro. O rei achava-se então ausente com o seu exército, lutando contra os mouros. Feitas a todos as saudações conforme o costume da sua gente, disse-nos o bispo que já sabia que nós havíamos de chegar, e na véspera recebera do rei uma carta, em que se dizia isto: «Afonso, rei de Portugal, a Pedro, bispo do Porto, saúde. Se porventura arribarem aí os navios dos Francos, recebei-os diligentemente com toda a benignidade e doçura e, conforme o pacto que com eles fizerdes de ficarem comigo, vós e quantos o quiserem fazer, como garantia da combinação feita, vinde em sua companhia a ter comigo, junto de Lisboa. Adeus !» Carta do cruzado inglês Osberno (século XII) | ” |

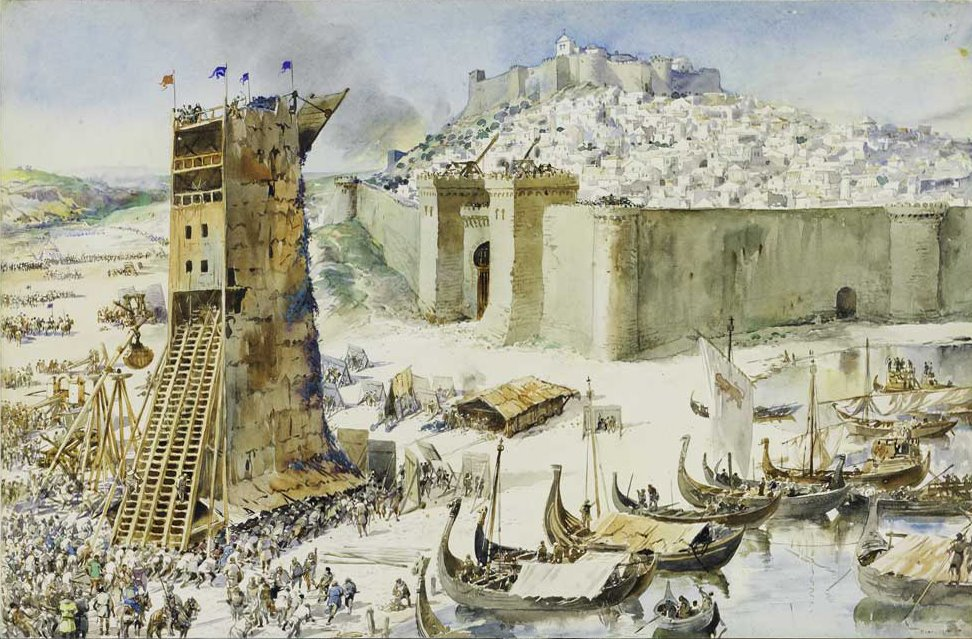
Representação do Cerco de Lisboa, por Alfredo Roque Gameiro (1917).

Afonso terminara a conquista de Santarém (1147), e, inteirando-se da disponibilidade dos Cruzados, convocou as suas forças para o Sul, sobre Lisboa. Ainda em junho, a frota cruzada e o exército português encontraram-se na cidade. Os violentos combates impuseram o cerco cristão à cidade, cujos muros bem defendidos dificultaram o processo.
No início de outubro, o muro foi finalmente aberto, uma brecha pela qual entraram os sitiantes. Os muçulmanos, enfraquecidos pelas escaramuças, pela fome e pelas doenças, capitularam a 20 de outubro. Os cruzados saquearam de imediato a cidade, mas Afonso e os seus homens só entraram no dia seguinte, impondo a sua autoridade cristã, que se revelaria definitiva a partir de então.
Alguns dos cruzados continuaram a jornada para a Terra Santa. Contudo, a maioria estabeleceu-se na recém-capturada Lisboa, aumentando o número de cristãos na cidade. Gilberto de Hastings foi mesmo eleito Bispo de Lisboa, marcando o início de uma relação Inglaterra-Portugal que se faria oficial séculos mais tarde, por meio do Tratado de Windsor.

### As cruzadas como veículo da política militar portuguesa
A criação de um território politicamente autónomo não dependeu apenas do monarca e da mera conquista de terra a sul de Coimbra. Outros agentes, como as circunstâncias que a Europa então vivia, pareciam também apoiá-lo nesta sua empresa: vivia-se a época das Cruzadas.
Aliás, três importantes marcos da reconquista do território português coincidiram com etapas deste movimento da cristandade latina do Ocidente sobre o Médio Oriente, sendo que a conquista de Lisboa (1147, por Afonso Henriques) coincidiu com a Segunda Cruzada, que veio em auxílio do Rei de Portugal; a primeira conquista de Silves (1189, por Sancho I) teve a participação da Terceira Cruzada; e em 1217, a conquista de Alcácer do Sal (1217, por Afonso II), deu-se no contexto da Quinta Cruzada.

#### A Ordem Templária

Cruz templária

A Ordem do Templo chegara ao Condado Portucalense ainda no governo de Teresa de Leão, mãe de Afonso Henriques e condessa-rainha de Portugal, que lhes fizera, antes de 1126, a doação da vila de Fonte Arcada, atual concelho de Penafiel. Teresa patrocinara ainda a instalação da ordem em Portugal pela importante doação, em 1127, do Castelo de Soure, na linha do rio Mondego, sob o compromisso de colaborar na conquista de terras aos Muçulmanos.

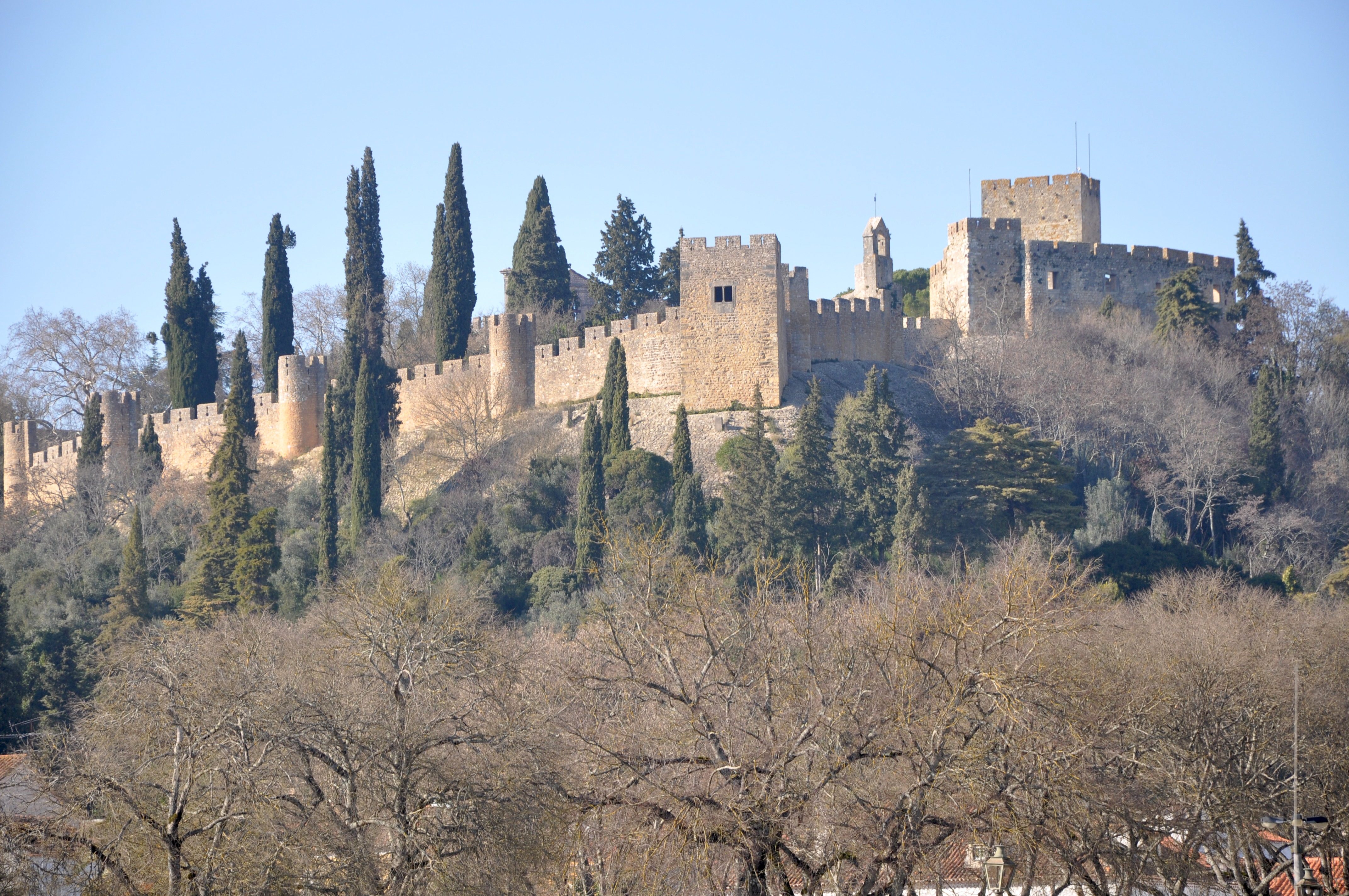
Castelo de Tomar, sede da ordem a partir de 1160.

No reinado de Afonso Henriques, a ordem, cujo propósito original era, desde a sua criação em Jerusalém (1118), proteger os cristãos que faziam peregrinação àquela cidade, ganhou uma nova e não menos importante funçãoː tornaram-se importantes agentes auxiliadores na empresa conquistadora do monarca. Nesta condição, e após a doação do Castelo de Longroiva (1145), na linha do rio Côa, a ordem apoiou Afonso na conquista de Santarém (1147) ficando sob a sua responsabilidade a defesa do território entre os rios Mondego e Tejo. Os Templários espalharam-se depois pela região a sul de Coimbra, Santarém e Vale do Zêzere, assim como por toda a Beira Baixa, com especial concentração nessa fronteira com o Reino de Leão. A partir de 1160, a ordem estabeleceu a sua sede no país em Tomar.
Para além de apoio militar, a ordem tinha também a função de defender os territórios conquistados aos mouros. De facto, o contributo da Ordem do Templo este esforço de defesa militar levou, sobretudo depois de 1160, à construção de vários fortes e castelos (muitos deles ainda de pé atualmente), com a direção do célebre Mestre Gualdim Pais.
Em 1169, na sequência do desastre de Badajoz, Afonso Henriques doou à ordem cerca de um terço das conquistas que viessem a fazer no Alentejo, mas a presença templária nessa região ter-se-á limitado à zona de Nisa e Alpalhão.

## Política administrativa interna

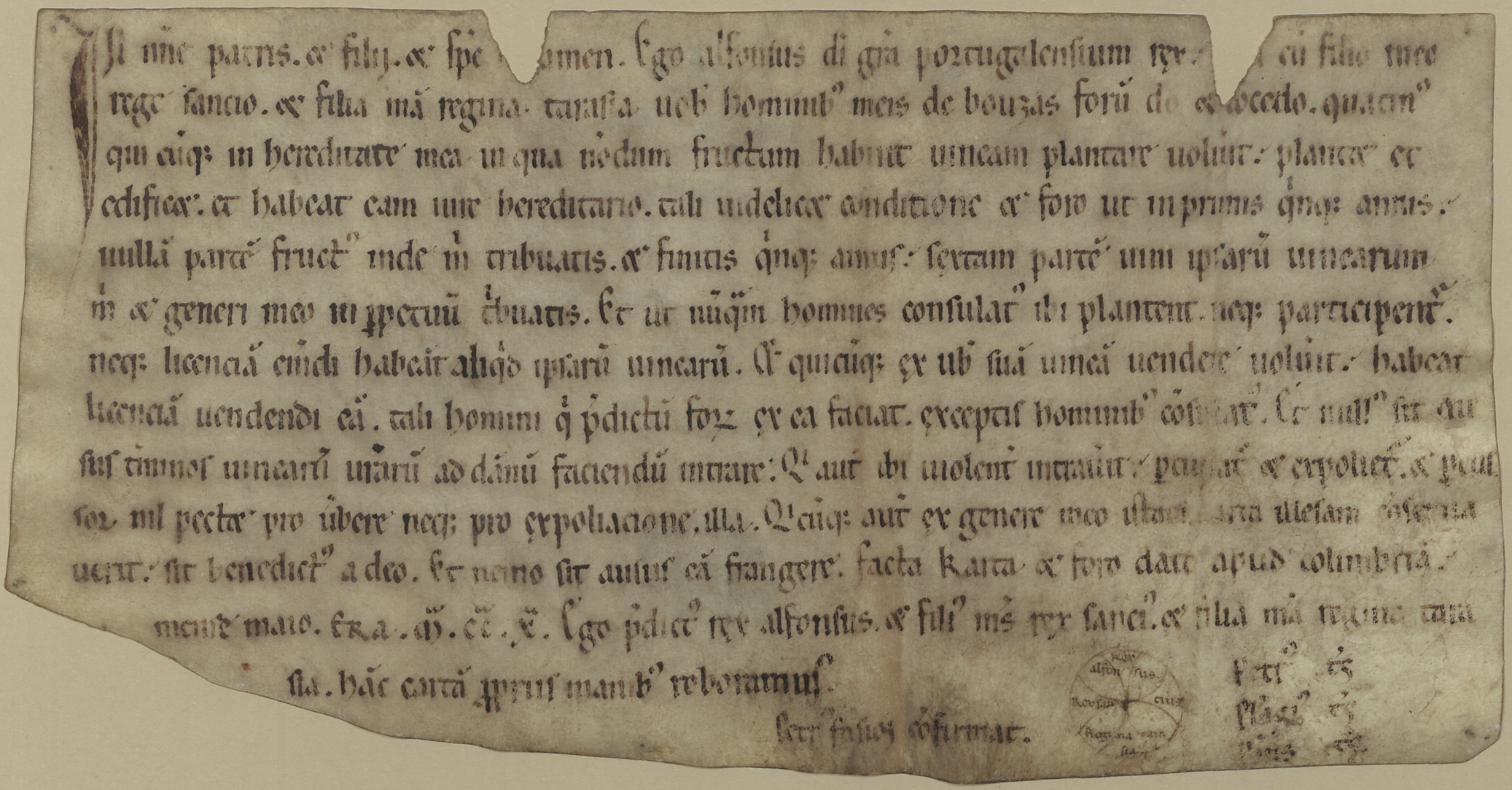
Carta de aforamento pelo Rei Afonso Henriques, Sancho e Teresa aos homens de Bouças, de uma herdade em jure hereditário para que plantem vinha com o foro de nos primeiros cinco anos não pagarem tributos, findos os quais deverão pagar a sexta parte do vinho das suas vinhas ao Rei e seus filhos.

Em 1158, Afonso Henriques doou a Herdade da Atouguia, com o castelo de Atouguia a Guilherme De Corni, um chefe cruzado que o auxiliara na conquista de Lisboa, a troco de promover o povoamento daquelas terras, que fez com recurso a gente vinda de França.
Afonso parece ter começado a participar mais na administração do reino a partir do Cerco de Badajoz (1169), quando se viu fisicamente incapaz de continuar a combater. Auxiliando a sua filha Teresa (a sua predileta) a regente que ficara encarregada da administração do reino, Afonso dedicou-se assim à fixação da população, à promoção do municipalismo e à entrega de cartas de foral. Contaram ainda com a ajuda da ordem religiosa dos cistercienses para o desenvolvimento da economia, predominantemente agrária.

### Relação com judeus
O reinado de Afonso Henriques ficou marcado pela tolerância para com os judeus. Estes estavam organizados num sistema próprio, representados politicamente pelo grão-rabino nomeado pelo rei. Um destes grão-rabinos, Yahia Ben Yahia foi escolhido pelo monarca para a tarefa de recolher impostos no reino. Com esta escolha teve início uma tradição de escolher judeus para a área financeira e de manter um bom entendimento com as comunidades judaicas, que foi seguida pelos seus sucessores.

## Política externa, 1146-1169

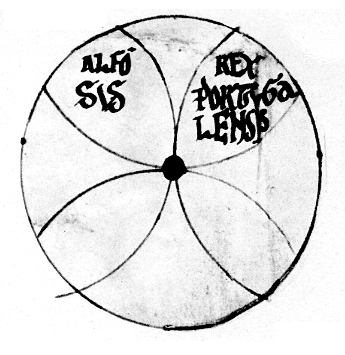
Dos mais antigos sinais rodados de Afonso Henriques, de 1153.

### Aliança com Sabóia, 1146-1157
Alguns historiadores sugerem que o casamento de Afonso Henriques estaria relacionado com o plano delineado pelo papa Eugénio III, antigo monge cisterciense, e pelo seu mentor e abade, Bernardo de Claraval, de lançar a Segunda Cruzada como reacção à tomada de Edessa, na Síria (1144). Repare-se que Mafalda de Saboia, era aparentada com grandes agentes desta cruzadaː para além de filha do conde Amadeu III de Saboia, um dos barões mais empenhados nessa cruzada, era também sobrinha de Luís VII de França. Mesmo que assim não fosse, a proximidade de Sabóia à Borgonha, ducado de origem do pai de Afonso Henriques, poderia ter exercido uma influência adicional na opção do rei.

### A divisão da Hispâniaː os reinos de Leão e Castela, 1157
Até 1157, os reinos de Leão e Castela estiveram unidos sob o ceptro de Afonso VII, primo de Afonso Henriques, que retomou inclusivamente o título do avô, Imperador da Hispânia, com a ambição de poder controlar toda a Península ibérica. Contudo, a morte do Imperador neste ano de 1157 viria a alterar uma vez mais a política peninsular e as circunstâncias. Os reinos foram divididos pelos dois filhos mais velhos de Afonso VIIː o infante Sancho reinaria sobre o Reino de Castela, e o Reino de Leão ficaria sob a alçada do infante Fernando. 

### A problemática leonesa, 1158-1169

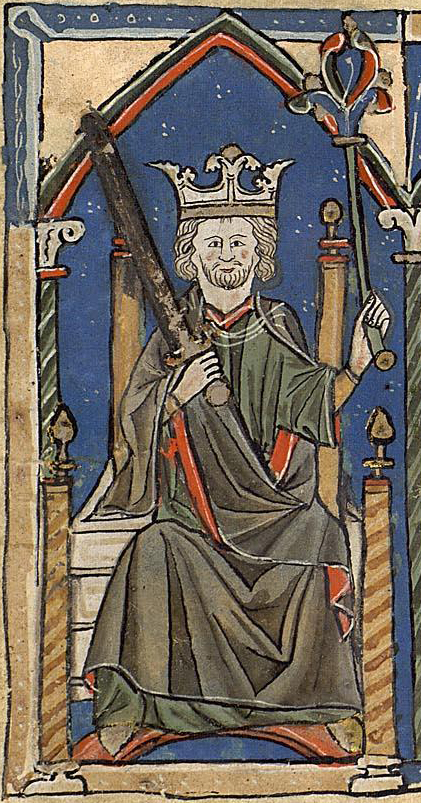
Representação de Fernando II de Leão.

Fernando II de Leão viria a ser uma das problemáticas mais constantes ao longo do último período de reinado de Afonso Henriques. A desavença entre estes reis vizinhos começou em 1158. A 23 de Maio de 1158, Sancho III de Castela e Fernando II de Leão concordaram dividir Portugal entre eles e reclamar direitos exclusivos à conquista de território aos mouros, mediante o Convénio de Sahagún.

### Guerra com Leão, 1158-1160

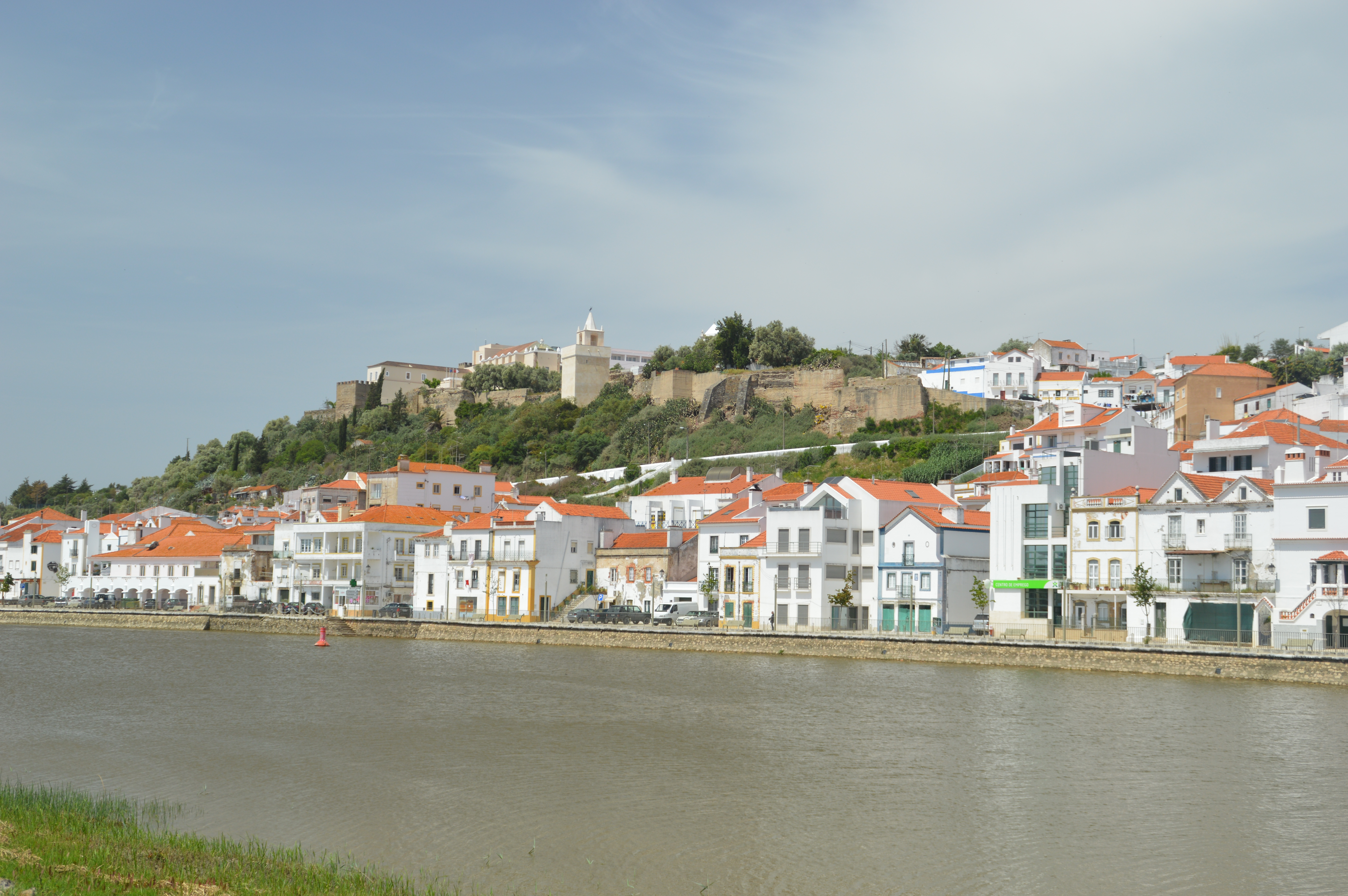
O castelo de Alcácer do Sal.

Em maio de 1158, Afonso Henriques sitiou Alcácer do Sal, que já tentara pessoalmente conquistar em 1151, 1154 e 1157, e ao fim de um cerco de 60 dias a cidade cai a 24 de julho. Com a queda de Alcácer do Sal, cai também em mãos dos portugueses a "vila do mouro Cacém", hoje Santiago do Cacém.
Conquistada Alcácer do Sal, o rei decidiu reatar as hostilidades contra Leão, no preciso momento em que Fernando II se encontrava ocupado com Castela e estalou uma revolta em Zamora. Em Setembro de 1158 transpôs a fronteira galega e ocupou Toronho. Houve combates até Novembro mas a guerra não durou muito, pois naquele mês o rei de Leão encontrou-se com Afonso Henriques em Cabrera, em Leão, e assinaram umas tréguas. Voltaram a encontrar-se em 1159 em Santa Maria del Palo e as tréguas foram renovadas. Em finais de 1160 foi assinada a paz, com a restituição de Toronho.

### Aliança com Aragão, 1160-1162
A 30 de janeiro de 1160, enquanto ainda duravam as hostilidades com Leão, Afonso reuniu-se em Santa María del Palo, perto de Tui com o conde de Barcelona, Raimundo Berengário IV, para a negociação do casamento da filha de Afonso, a infanta Mafalda com o futuro rei Afonso II de Aragão, que rondaria, naquela altura os quatro anos de idade.

### A Primeira Invasão Almóada, 1161-1162
O califa almóada Abd al-Mumin veio à península em 1160 e, informado das conquistas de D. Afonso Henriques a sul do Tejo, enviou para o ocidente peninsular um destacamento comandado por Abu Mohammed Abdallah Ben Hafs ou Benafece.
Afonso Henriques confrontou os almóadas nos arredores de Alcácer do Sal mas os portugueses foram derrotados em batalha e perdidas todas as conquistas a sul do Tejo, menos Alcácer do Sal. O Califa regressou ao norte de África com as suas tropas e Beja foi novamente conquistada num ataque nocturno a 30 de novembro de 1162, em pleno inverno, por cavaleiros-vilãos de Santarém comandados por Fernando Gonçalves.

### Guerra com Leão, 1162-1165
Afonso Henriques fora o responsável pelo povoamento da região de Ribacoa, e onde parece ter investido bastante no sentido de ali evitar influências leonesas que poderiam derivar da situação fronteiriça em que se encontrava. Pois, nesse mesmo ano de 1161, Fernando funda Cidade Rodrigo, com o auxílio de alguns aristocratas portugueses que naquele momento se encontravam na corte leonesa. O burgo, estando perto da referida fronteira, fez perigar o trabalho de Afonso na região. Além disso, na perspetiva de Afonso Henriques, Fernando parecia estar a fortificar a cidade para o atacar.
Depois da morte do conde de Barcelona, no verão de 1162, Fernando II de Leão convenceu a viúva, a rainha Petronila de Aragão, a cancelar o compromisso com Mafalda e acordou-se, no seu lugar, o casamento com a infanta Sancha, meia-irmã de Fernando, filha do segundo casamento de Afonso VII de Leão. O falecimento de Mafalda, nesse mesmo ano, veio gorar a esperança de uma renovação do acordo de 1160.
Fundada Cidade Rodrigo e desfeito o acordo com Aragão, estala nova guerra com Leão. Afonso Henriques ocupa a região de Limia, na Galiza. Em Leão, rebenta uma revolta em Salamanca de cavaleiros também descontentes com a fundação de Cidade Rodrigo e os revoltosos pedem auxílio ao rei português, que ocupa a cidade em janeiro de 1163. Em princípios de 1163, Afonso Henriques praticou actos de soberania em Salamanca, com o apoio de cavaleiros prejudicados por Fernando II e descontentes com a fundação de Cidade Rodrigo. Fernando II porém, obriga os portugueses a retirarem-se de Leão após a Batalha dos Campos de Arganara. No ano seguinte a fronteira transmontana é reforçada e em 1665 a Galiza é invadida até Pontevedra.
Depois disto, o rei Fernando II pediu a paz a Afonso Henriques, que a aceita em troca das províncias de Toronho e Limia. No entretanto, Fernando pareceu querer algum tipo de paz com o sogro, dado que, em maio ou junho de 1165, desposa uma das filhas do rei português, Urraca, de quem viria a ter um único filho, o infante Afonso.

### Conquistas no Alentejo, 1165-1167
Enquanto durava a paz com Leão, a norte, o rei desviou as suas atenções para a conquista de território aos mouros, a sul. Em 1165 conquistou Sesimbra e depois derrotou o governador almóada de Badajoz em batalha, perto de Palmela. Palmela, entretanto reocupada pelos mouros, rendeu-se-lhe a seguir.

A cruz da Ordem de Calatrava, mais tarde conhecida em Portugal como Ordem de Aviz.

Ainda em 1165 entra em actividade Geraldo Sem Pavor, que tomou Évora pela noite, cidade depois oferecida a D. Afonso Henriques, que o nomeia alcaide da mesma. No ano seguinte tomou Trujilho, Cáceres, Montánchez, Alconchel, Serpa e Juromenha. Esta última torna-se a sua base de ataque à cidade de Badajoz. No mesmo ano, estabeleceram-se em Évora uma nova Ordem de freires cavaleiros mas, por não ser autorizada pelo Papa foi integrada na Ordem de Calatrava, que assim entrava em Portugal. O rei também conquistou Odemira em 1166 por via de um ataque anfíbio.
Em 1167 o castelo de Noudar foi tomado por Gonçalo Mendes da Maia, o Lidador.

### Guerra com Leão, 1167-1169
A aliança não refreou as tensões entre os dois reinos e em 1167 estalou nova guerra com Leão. Entre 1167 e 1168, o monarca lançou várias incursões na Galiza, tomando Tui e vários outros castelos. Nesse sentido enviou um exército comandado pelo seu filho, o infante Sancho, contra Cidade Rodrigo. O rei leonês foi em auxílio da cidade ameaçada e derrotou as tropas portuguesas, fazendo um grande número de prisioneiros. Em 1169 atacou Cáceres, e por fim voltou-se contra Badajoz, então na posse dos sarracenos, mas que pertenceria a Leão, conforme o acordado no Tratado de Sahagún assinado entre aquele reino e Castela. 

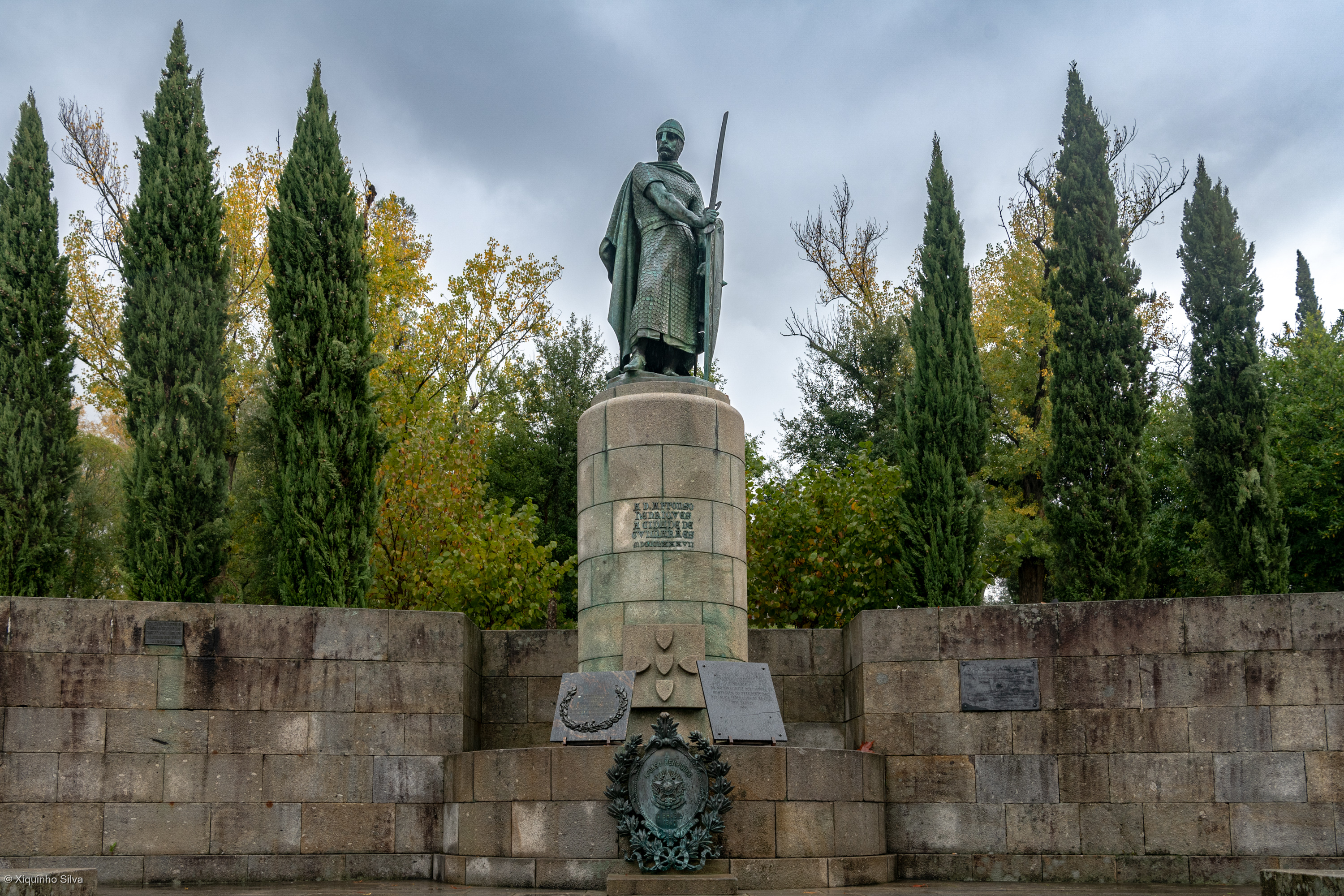
Monumento a Afonso Henriques em Guimarães, de 1887. Por Soares dos Reis.

Quando os muçulmanos estavam já cercados na alcáçova, o rei Fernando apresentou-se com o seu exército e atacou Afonso nas ruas da cidade. Percebendo a impossibilidade de manter a luta, Afonso terá tentado fugir a cavalo, mas ao passar pelas portas ter-se-à ferido na coxa contra um dos ferros que a guarneciam. Fernando fez o seu sogro prisioneiro durante dois meses, mas não hesitou em tratá-lo com a nobreza e generosidade merecidas, chamando os seus melhores médicos para o tratar.
Esta campanha teve como resultado um tratado de paz entre ambos os reinos, assinado em Pontevedra, em virtude do qual Afonso foi libertado, com a única condição de devolver a Fernando não só as cidades estremenhas (da Estremadura espanhola) tais como Cáceres, Badajoz, Trujillo, Santa Cruz , Monfragüe e Montánchez, que havia conquistado a Leão, mas também as terras de Toronho e Límia, que havia conquistado anos antes. Estabeleciam-se assim as fronteiras de Portugal com Leão e a Galiza. E mais tarde, quando os muçulmanos sitiaram Santarém, o leonês auxiliou imediatamente o rei português.

## Período finalː a regência dos filhos, 1169-1185
Após o Cerco de Badajoz de 1169, na qual Afonso teria ficado gravemente afetado em resultado de uma ferida numa perna é instaurado um conselho de regência para governar em nome do rei incapacitado. A regência ficou a cargo dos filhos do rei que ainda se encontravam, àquela data, no reino: os infantes Sancho e Teresa de Portugal. Também surge com bastante frequência na documentação desta altura, com eles, um bastardo, que adquiria aqui um estatuto equivalente ao de infante legítimo: Fernando Afonso. Apesar de ser Sancho a cabeça da regência, várias confirmações deste ainda em vida de Afonso Henriques denunciam a presença forte deste bastardo e o desejo, por parte da nobreza de corte, de inutilizar Fernando e consolidar a regência de Sancho.

Cruz da Ordem de Santiago.

A Ordem de Santiago estabeleceu-se em Portugal em 1172 a convite do rei, que lhes ofereceu o castelo de Monsanto e, no ano seguinte, o castelo de Abrantes.
Em setembro de 1172 Fernando passa a servir o regente, segundo uma doação a Monsanto nessa data, na qual Afonso I sugere pela primeira vez uma sucessão por via feminina em Teresa. A partir de 1173, Afonso Henriques parece concretizar em parte esta possibilidade ao entregar a regência conjunta do reino a Sancho e Teresa, declarando-os co-herdeiros e com casa própria.
Afonso Henriques dedicar-se-ia a auxiliar os seus filhos, provavelmente até mais Teresa, no ramo da administração territorial. Contudo, e apesar de a sua carreira militar ter terminado, o prestígio e a autoridade que atingira mantiveram-se incólumes.
A partir de 1174, Afonso afasta-se definitivamente dos assuntos do reino, muito provavelmente por doença, sobressaindo ainda mais a partir desta altura o papel dos co-regentes. Teresa e Sancho partilhavam o governoː Teresa desempenhava funções administrativas e Sancho encarregava-se da actividade bélica. A co-regência manter-se-ia até 1184, quando emissários flamengos de Filipe, Conde da Flandres, vieram obter de Sancho consentimento para o casamento de Teresa com aquele. Antes de partir, Teresa terá feito acordo com Sancho para o deixar como único sucessor.

### O testamento, 1179
Em Fevereiro de 1179, já com 70 anos e ainda lúcido, Afonso Henriques escreveu o seu testamento, embora exista outra versão não muito diferente e provavelmente posterior. Atribuía verbas para a construção de uma ponte sobre o Douro, à Ordem do Hospital e, sobretudo, à Ordem de Évora, encarregue do lugar mais avançado da fronteira e mais exposta a ataques inimigos; ao Mosteiro de Santa Cruz, a todas as catedrais do país para ajuda nas obras, ao Mosteiro de Alcobaça e aos pobres de todas as dioceses mas sobretudo às cidades fronteiriças de Santarém, Lisboa, Coruche, Abrantes, Tomar, Torres Novas, Ourém, Leiria e Pombal. Destina dinheiro para hospícios de doentes, peregrinos e viajantes. Não atribui verbas aos templários nem à Ordem de Santiago, cujos rendimentos eram já enormes.

### Invasão Almóada, 1184

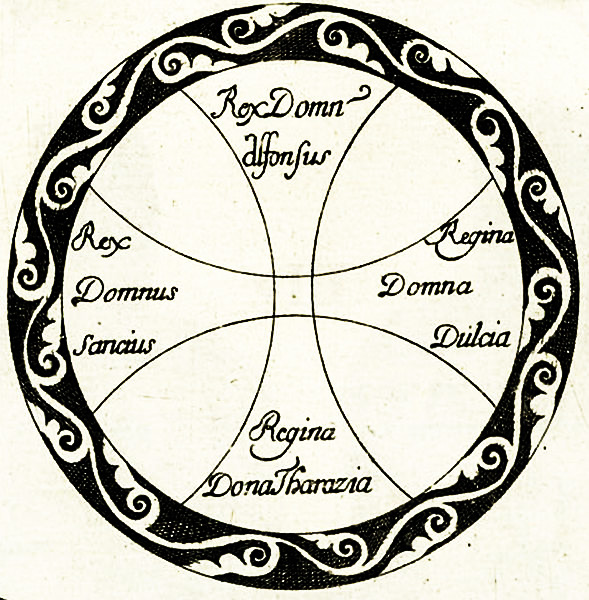
Selo de Afonso Henriques, 1180.

Desta forma, foram os filhos de Afonso que assistiram a importantes eventos que ocorreram no período final do reinado daquele monarcaː o reconhecimento papal através da célebre bula Manifestis Probatum (1179) e provavelmente ainda se mantinha a co-regência dos irmãos (ou em alternativa já regia o infante Sancho sozinho) aquando da expulsão de um forte exército almóada que, chefiado pelo próprio califa Abu Iacube Iúçufe I (r. 1163–1184), chegara até Santarém (1184).
Fernando II de Leão, que até há pouco tempo se aliara a estes contra o próprio sogro, veio desta feita em auxílio do cunhado, e também de Afonso Henriques, dado que o monarca parece ter também participado na Batalha, provavelmente o seu verdadeiro último ato militar. Contudo, um mal entendido nas ordens dadas pelo califa parece ter causado desordem no acampamento almóada, e o califa, numa tentativa de evitar o pior, acabou por ser ferido com uma seta de besta e morreu a 29 de julho de 1184, sendo provavelmente uma das principais causas da retirada dos almóadas, derrotados por esta frente portuguesa-leonesa.

## Morte e legado

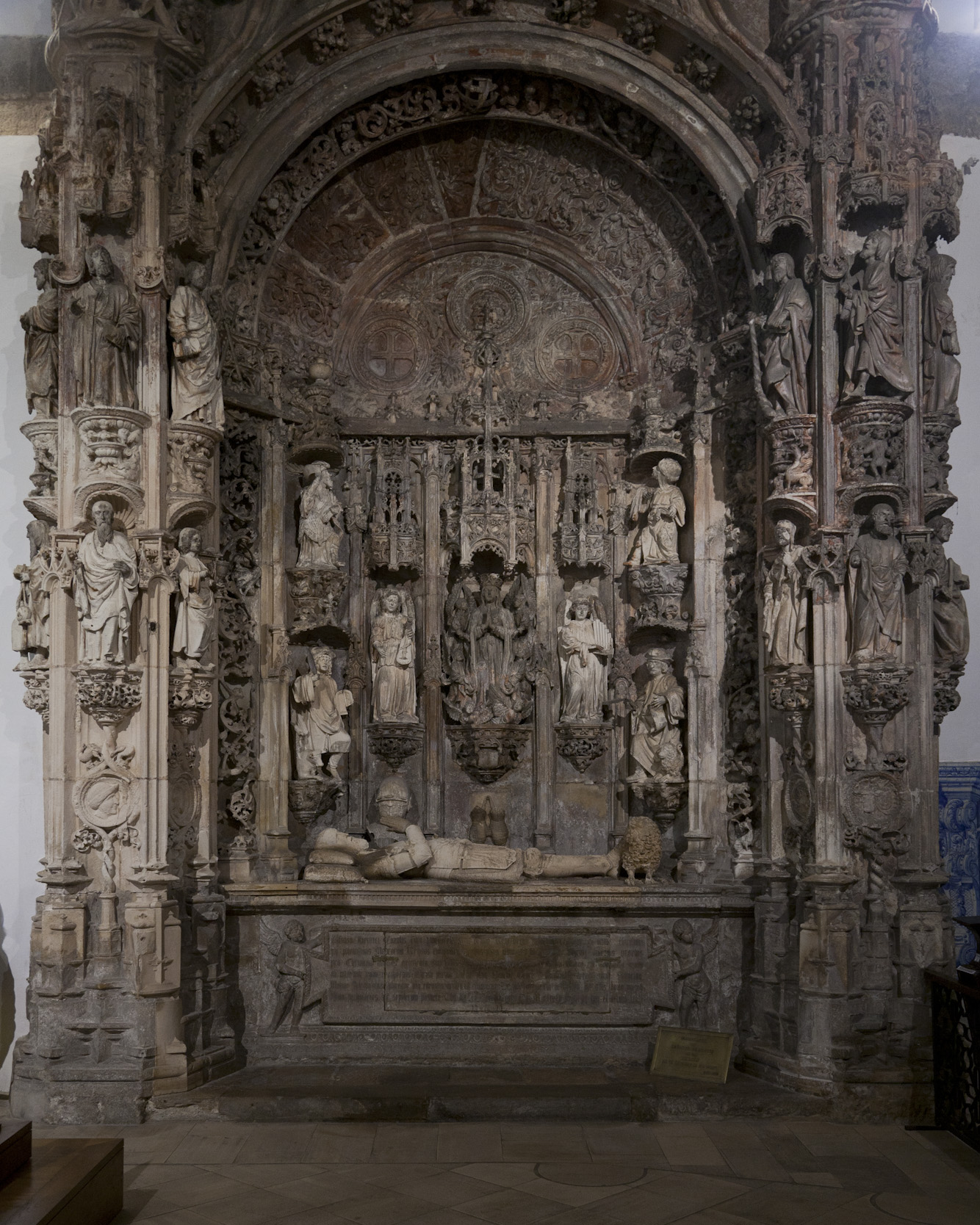
Túmulo de Afonso Henriques no Mosteiro de Santa Cruz em Coimbra.

Afonso faleceu a 6 de dezembro de 1185, na sua residência, em Coimbra. Tinha 76 anos, e a causa da morte ainda não é atualmente consensual, podendo estar associada por problemas do coração, senilidade, aterosclerose ou cirrose. O seu túmulo encontra-se no Mosteiro de Santa Cruz, em Coimbra, em frente ao que viria a ser o túmulo do seu filho Sancho.

Foi inicialmente sepultado num túmulo simples mas que ostentava um erudito epitáfio em latim: 
Aqui jaz um outro Alexandre, ou outro Júlio César,
Guerreiro invencível, honra brilhante do orbe.
Douto na arte de governar, alcançou tempos seguros,
Alternando a sucessão da paz e das armas.
Quanto a religião de Cristo deve a este homem
Provam-no os reinos conquistados para o culto da fé.
Alimentado pela doçura da mesma fé, cumulou
Além das honras do reino, riquezas para os pobres infelizes.
Que foi defensor da Cruz e protegido pela Cruz
Assinala-o a Cruz, formada de escudos, no seu próprio escudo.
Ó fama imortal, ainda que reserves para ti tempos longos,
Ninguém pode proclamar palavras dignas de teus méritos.

### Nos Livros de Linhagens
Afonso Henriques alimentou uma boa relação com a sua aristocracia, sobretudo com os membros das principais cinco linhagens portuguesas, mas não é isso que parecem contar os Livros de Linhagens. Provavelmente como reação nobiliárquica às Inquirições Gerais de 1258, o comportamento do monarca para com a sua nobreza terá sido adulterado a ponto de parecer fraco e cobarde, nas situações descritas.

#### O episódio da traição
Segundo os Livros de Linhagens, mais precisamente o Livro Velho de Linhagens, o rei visitou Gonçalo na sua quintã em Unhão, não longe de Guimarães, e, enquanto este se ocupava de receber o rei, este foi à sua esposa, Sancha, tendo-os surpreendido Gonçalo; resolvido a castigar a esposa, tê-la-á tosquiado, pôs-lhe uma pele do avesso e pô-la em cima de um sendeiro de albarda, o rosto contra o rabo do sendeiro e um homem com ela e não mais e enviou-a para a sua terra. O rei, ofendido, terá dito que por menos de aquilo, cegara em Atei sete condes um adiantado de seu avô, retorquindo-lhe Gonçalo que nesse tempo o adiantado os cegara à traição e, apesar disto, morrera.
A história de uma traição do rei face ao nobre não é nova na tradição literária, e os Sousas, sobretudo, carregavam consigo uma memória especialmente desprestigiante face ao poder régio. Egas Gomes de Sousa (confundido com Echega Guiçoi, que não fora sequer contemporâneo do avô de Afonso Henriques, Afonso VI de Leão), fora cego, juntamente com outros seis condes por um outro conde, Mem Soares, a mando de Afonso VI de Leão, no paço de Novelas, pertença dos Sousas. A ideia de que o rei trai o nobre na casa deste repete-se, assim, nas pessoas de Gonçalo e Afonso Henriques. O primeiro é vítima do segundo, que trai a sua confiança e ainda ameaça com o mesmo destino do avô daquele. Apesar de tudo não há provas documentais que comprovem a existência deste episódio.

#### O episódio danata
Os Livros de Linhagens contam também que, a dada altura, comiam com o reiː Gonçalo, Sancho Nunes de Celanova e Fernão Mendes II de Bragança, quando pela barba deste escorria a nata que sorvia, do que todos se riram, deixando o Braganção furibundo ao ponto de se afastar de todos. Afonso, para conseguir o perdão pela honra manchada, teve de tirar o marido à irmã, e dá-la a ele. De facto a infanta Sancha Henriques foi casada com Sancho Nunes de Celanova e também com Fernão Mendes II de Bragança. O monarca teve ainda de doar a Fernão Mendes alguns bens do Sousão. Na verdade, talvez Gonçalo exercesse domínio em zonas onde o Braganção também exercia: na doação, pelo rei de Portugal, de São Pedro de Agostém (Chaves) ao Arcebispo de Braga, dá o consentimento Fernão Mendes, apesar de aí ter fronteira de propriedade com Gonçalo de Sousa. No primeiro dia de 1152, Afonso I dá carta de foral aos povoadores de Freixo de Numão, e, segundo a própria carta, dá foral por conselho de Fernão Mendes e ajuda de Gonçalo de Sousa.

## Títulos, estilos e honrarias

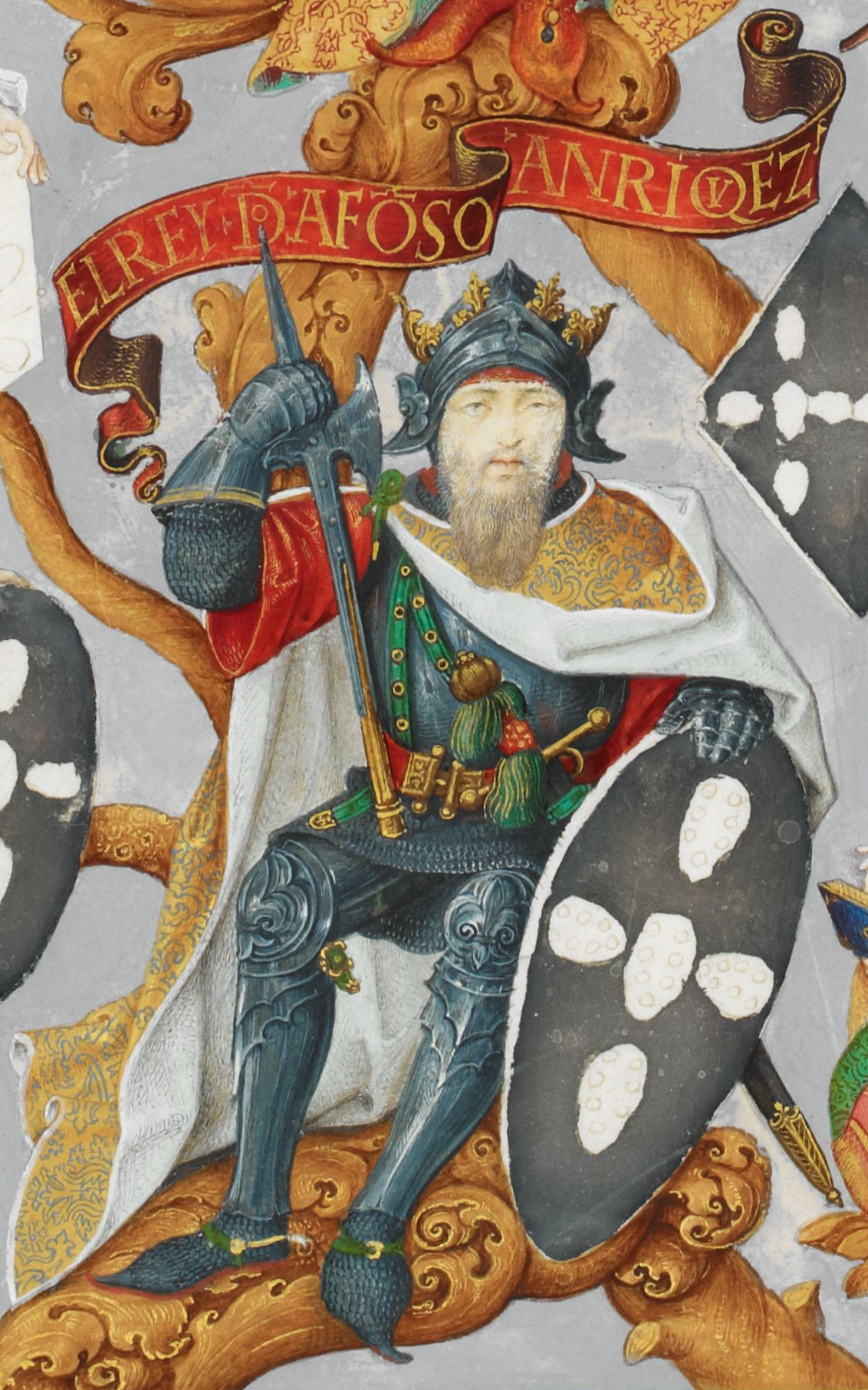
Afonso Henriques representado em Genealogia dos Reis de Portugal (1530-1534).

### Títulos e estilos
- 1109 – 24 de abril de 1112: Dom Afonso Henriques
- 24 de abril de 1112 – 25 de julho de 1139: Afonso, Conde de Portucale
- 25 de julho de 1139 – 6 de dezembro de 1185: Sua Mercê, El-Rei de Portugal

O estilo oficial de Afonso Henriques enquanto Rei de Portugal: 
Pela Graça de Deus, Afonso I, Rei dos Portugueses
(em latim: Dei Gratiae, Rex Portugalensium)

## Genealogia

### Descendência
- Pela sua mulher, Mafalda de Saboia (1125-1157 ou 1158[72]), que desposou em 1146:
  - Henrique Afonso de Portugal (5 de março de 1147[73]-1155), chamado como seu avô, morreu quando tinha apenas oito anos de idade. Representou o seu pai, apesar da sua idade, com cerca de três anos, em um conselho na cidade de Toledo.[74]
  - Urraca Afonso de Portugal (1148[74]-1211[75]) casou com o rei Fernando II de Leão.[75]
  - Teresa Afonso de Portugal (1151[74]-1218[76]), depois do casamento chamada Matilde ou Mafalda,[75] casou com Filipe, Conde da Flandres[77] e depois em 1194 com seu primo Eudo III, Duque da Borgonha, matrimónio que foi anulado pelo Papa no ano seguinte por razões de consanguinidade.[75]
  - Mafalda Afonso de Portugal (1153[74]-1162 ou depois de março de 1164[78][79]). Seu casamento com o infante Afonso de Aragão foi acordado por seu pai e pelo conde de Barcelona, Raimundo Berengário IV em janeiro de 1160.[73] Após a morte do conde de Barcelona no verão de 1162, o rei Fernando II de Leão convenceu a rainha viúva Petronila de Aragão, de modo que o compromisso do infante Afonso com Mafalda foi anulado e seu casamento foi acordado com a infanta Sancha de Castela, filha do segundo casamento do rei Afonso VII.[80] O ano preciso da morte de Mafalda é desconhecido.
  - Sancho I de Portugal (1154-1211)[74]
  - João Afonso de Portugal (1156-25 de agosto de 1164)[81][78]
  - Sancha Afonso de Portugal (24 de novembro de 1157 - 14 de fevereiro de 1167[78]), nasceu dez dias antes da morte da mãe (se sua mãe morreu em 1157) e morreu antes de cumprir os dez anos,[82][83] segundo o livro de óbitos do Mosteiro de Santa Cruz.[73]

- Antes de seu matrimónio com Mafalda, teve com Châmoa Gomes de Pombeiro, filha do conde D. Gomes Nunes de Pombeiro e de Elvira Peres de Trava, irmã de D. Fernão e D. Bermudo Peres de Trava, a seguinte descendência:[84][85][86]
  - Frei Afonso de Portugal (1135 ou c. 1140[87]-1207). De acordo com pesquisas recentes, é o mesmo que também aparece chamado Fernando Afonso de Portugal, que foi Alferes-Mor de el-Rei e 12.º Grão-Mestre da Ordem dos Hospitalários. Sua presença regista-se pela primeira vez em 1159, e em 1169 sucedeu no cargo de Alferes-Mor a seu meio-irmão, D. Pedro Pais da Maia, filho do casamento legítimo de sua mãe com D. Paio Soares da Maia.[87][88] Manuel de Abranches de Soveral considera Afonso, grão-mestre do Hospital, e Fernando Afonso, alferes-mor do Reino, como dois filhos diferentes, acrescentando-lhes ainda um D. Frei Pedro Afonso de Portugal (c. 1130 - 1169), mestre da Ordem dos Templários em Portugal.
  - Teresa Afonso de Portugal (ca. 1134-?) em algumas genealogias aparece como filha de Elvira Guálter[89] e em outras como filha de Châmoa Gomes de Pombeiro. O conde D. Pedro diz que D. Afonso Henriques teve esta filha D. Tereza Afonso em D. Elvira Guálter e que, portanto, era irmã inteira de D. Urraca Afonso de Portugal, casada com D. Pedro Afonso de Lumiares. Mas esta D. Urraca é bem mais tardia, ainda se documentando casada em janeiro de 1216. D. Tereza Afonso foi certamente a primeira das filhas naturais de D. Afonso Henriques e seria irmã inteira de D. Afonso, nascido em 1135, que foi grão-mestre da Ordem de São João de Jerusalém (1202-6). Foi a segunda mulher de D. Sancho Nunes de Celanova.

- Filha de Elvira Guálter:[90][91]
  - Urraca Afonso de Portugal, 1.ª senhora de Avô, que teve de seu pai em 1185, e que trocou por 1.ª senhora de Aveiro em 1187.[90] Casou com D. Pedro Afonso Viegas[92] ou de Lumiares, Tenente de Neiva e de Trancoso, com geração. Em janeiro de 1216, com seu marido, doou ao mosteiro de Tarouca[93] mil moios de sal retirados das salinas do seu senhorio de Aveiro.